# Charles Baudelaire
« Baudelaire » redirige ici. Pour les autres significations, voir Baudelaire (homonymie).
Charles Baudelaire, né le 9 avril 1821 à Paris et mort dans la même ville le 31 août 1867, est un poète français.
« Dante d'une époque déchue » selon les mots de Barbey d'Aurevilly, « tourné vers le classicisme, nourri de romantisme », à la croisée entre le Parnasse et le symbolisme, chantre de la « modernité », il occupe une place considérable parmi les poètes français pour un recueil qu'il aura façonné sa vie durant : Les Fleurs du mal, mais aussi pour sa poésie en prose, réunie dans Le Spleen de Paris.
Au cœur des débats sur la fonction de la littérature de son époque, Baudelaire détache la poésie de la morale, la proclame tout entière destinée au Beau et non à la Vérité, et laisse le souvenir d'un poète déchiré entre le Ciel et la Terre, entre l'Idéal et la fange, cherchant à faire du Mal un objet de contemplation esthétique (« Tu m'as donné ta boue et j'en ai fait de l'or »). Comme le suggère le titre de son recueil, il a tenté de tisser des liens entre le mal et la beauté, le bonheur fugitif et l'idéal inaccessible (À une Passante), la violence et la volupté (Une martyre), mais aussi entre le poète et son lecteur (« Hypocrite lecteur, mon semblable, mon frère ») et même entre les artistes à travers les âges (Les Phares). Outre des poèmes graves (Semper Eadem) ou scandaleux (Delphine et Hippolyte), il a exprimé la mélancolie (Mœsta et errabunda), l'horreur (Une charogne) et l'envie d'ailleurs (L'Invitation au voyage) à travers l'exotisme.
Il est aussi un grand critique d'art, avec ses fameux Salons, où il prendra la défense de Delacroix, un théoricien du dandysme et un défenseur de la musique de Wagner, et imprimera définitivement sa marque dans la poésie française.

## Biographie

### Jeunesse

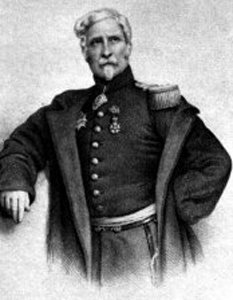
Le général Aupick (1789-1857), beau-père de Charles Baudelaire.

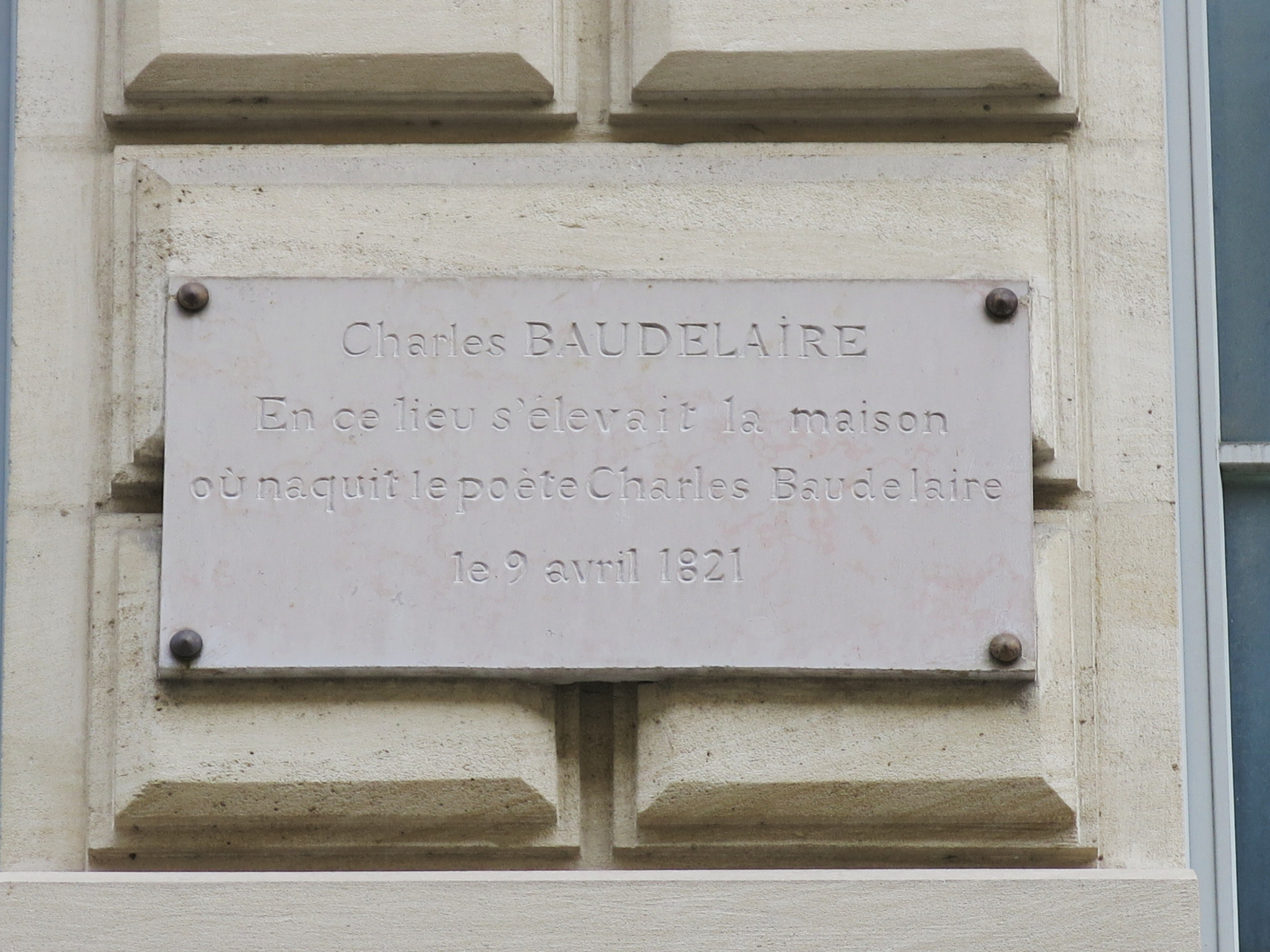
Plaque au 17 de la rue Hautefeuille (Paris), où il est né.

Charles Pierre Baudelaire naît le 9 avril 1821 au 13 rue Hautefeuille dans l'ancien 11e arrondissement de Paris : ses parrain et marraine sont les parents « adoptifs » de sa mère, Pierre Perignon et Louise Coudougnan. Celle-ci, Caroline Dufaÿs, a vingt-sept ans. Son père, Joseph-François Baudelaire, né en 1759 à La Neuville-au-Pont, en Champagne, est alors sexagénaire. Quand il meurt en 1827, Charles n'a que cinq ans. Cet homme lettré, épris des idéaux des Lumières et amateur de peinture, peintre lui-même, laisse à Charles un héritage dont il n'aura jamais le total usufruit. Il avait épousé en premières noces, le 7 mai 1797, Jeanne Justine Rosalie Janin, avec laquelle il avait eu un fils, Claude Alphonse Baudelaire, demi-frère de Charles.
Un an après la mort de son père, sa mère se remarie avec le chef de bataillon Jacques Aupick. C'est à l'adolescence que le futur poète s'opposera à ce beau-père interposé entre sa mère et lui. « Lorsqu'il arrive à Lyon, Charles a dix ans et demi… À l'égard de son beau-père aucune hostilité n'est alors perceptible. ».
Peu fait pour comprendre la vive sensibilité de l'enfant, l'officier Aupick — devenu plus tard ambassadeur — incarne à ses yeux les entraves à tout ce qu'il aime : sa mère, la poésie, le rêve et, plus généralement, la vie sans contingences.
« S'il va haïr le général Aupick, c'est sans doute que celui-ci s'opposera à sa vocation. C'est surtout parce que son beau-père lui prenait une partie de l'affection de sa mère. […] Une seule personne a réellement compté dans la vie de Charles Baudelaire : sa mère. »
En 1831, le lieutenant-colonel Aupick ayant reçu une affectation à Lyon, le jeune Baudelaire est inscrit à la pension Delorme et suit les cours de sixième au collège royal de Lyon. En cinquième, il devient interne. En janvier 1836, la famille revient à Paris, où Aupick sera promu colonel en avril. Alors âgé de quatorze ans, Charles est inscrit comme pensionnaire au collège Louis-le-Grand, mais il doit redoubler sa troisième.
En 1836, alors qu'il est en troisième à Louis-le-Grand, il reçoit le premier accessit de vers latins au concours général puis, l'année suivante, le deuxième prix, encore une fois en vers latins, et le huitième accessit de version latine.
Renvoyé du lycée Louis-le-Grand en avril 1839 pour ce qui a passé pour une vétille, mais que son condisciple au lycée, Charles Cousin (1822-1894) a expliqué comme un épisode d'amitié particulière, Baudelaire mène une vie en opposition aux valeurs bourgeoises incarnées par sa famille. Il passe son baccalauréat au lycée Saint-Louis en fin d'année et est reçu in extremis.

### Séjour aux Mascareignes
Jugeant la vie de l'adolescent « scandaleuse » et désirant l'assagir, son beau-père le fait embarquer pour Calcutta. Le Paquebot des Mers du Sud quitte Bordeaux le 9 ou 10 juin 1841. À bord, l’isolement du poète se fait presque complet. Les poèmes La Musique ou L’Albatros permettent, parmi de très nombreux poèmes consacrés à la mer, de se représenter la longue traversée maritime.
Mais en septembre, une violente tempête oblige le capitaine à faire escale à Port-Louis, dans l'île Maurice, alors colonie britannique. Baudelaire est reçu chez les Autard de Bragard, colons planteurs d'origine française.
Arrivé ensuite le 19 septembre 1841 à Saint-Denis sur l'île Bourbon (aujourd'hui La Réunion), il adresse une lettre à M. Autard de Bragard à laquelle il joint le poème À une dame créole, en l'honneur de sa femme, Emmeline de Carcénac. cette dernière a une jeune servante « malabaraise », fille d’une indienne de Bénarès, nommée Dorothée. Selon Solange Rosenmark, petite nièce de Madame Autard de Bragard, il s'agirait de celle qui inspira À une Malabaraise.
Selon l'universitaire Alexander Ockenden, Baudelaire aurait fréquenté sur place une ancienne esclave affranchie, Dorothée Dormeuil, ancêtre d'Arnaud Dormeuil, qui lui aurait inspiré son poème La Belle Dorothée. Il aurait aussi peut-être participé financièrement à l'affranchissement de sa petite sœur Marie, âgée de 10 ans, par son maître Édouard Lacaussade.
Refusant de poursuivre le voyage jusqu'à Calcutta, Baudelaire repart sur un autre bateau, l'Alcide le 4 novembre 1841 et arrive en métropole le 15 février 1842.

### Vie dissolue

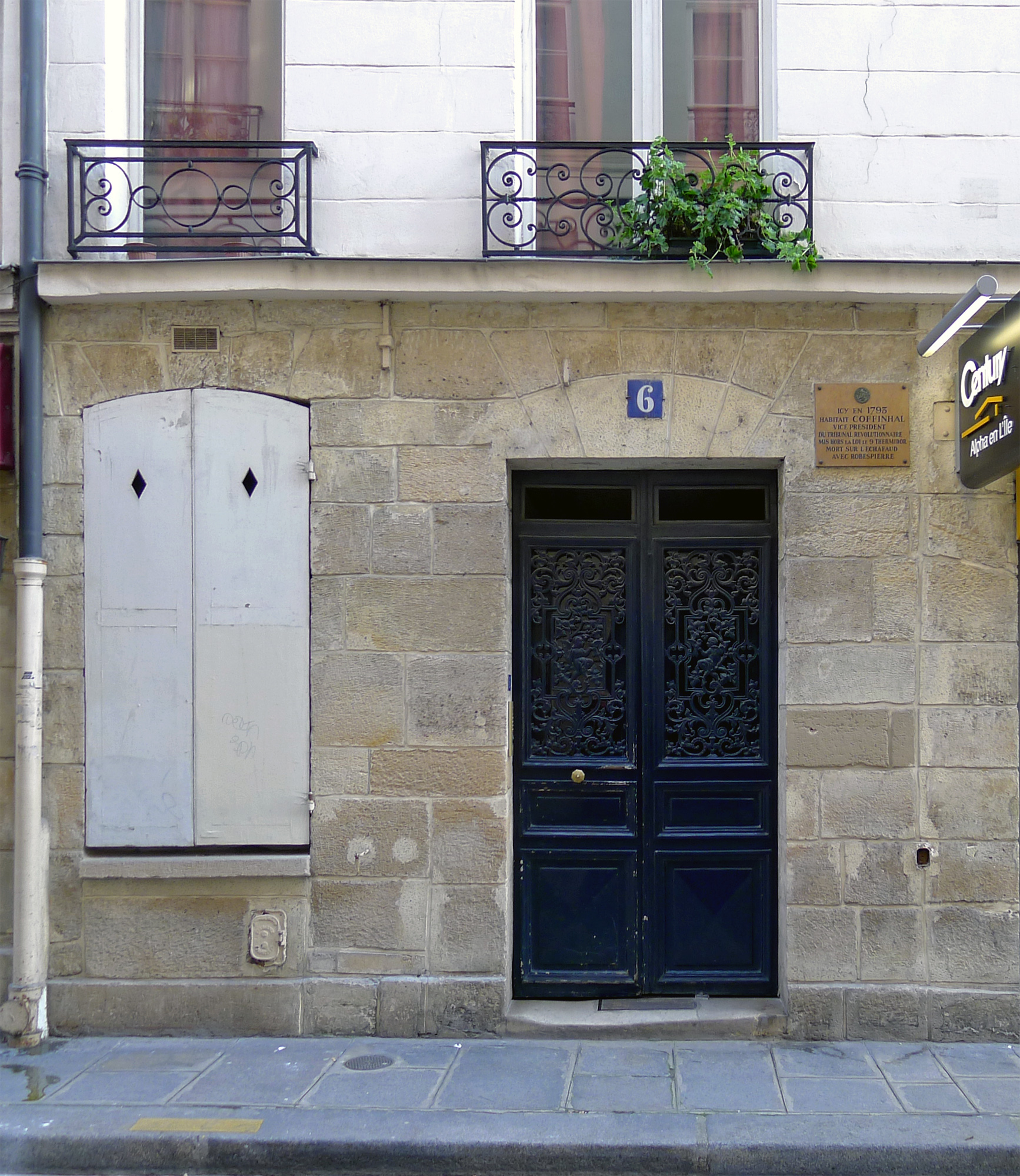
No 6 de la rue Le Regrattier : maison où Baudelaire logea sa maîtresse Jeanne Duval, dite la Vénus noire.

De retour à Paris, Charles s'éprend de Jeanne Duval, une jeune mulâtresse haïtienne, qui avait joué deux ou trois fois au Théâtre du Panthéon et avec laquelle il connaît les charmes et les amertumes de la passion. Cette liaison va durer près de vingt ans, malgré les trahisons et les mensonges de cette femme qui pour certains[Qui ?] ne fut jamais attachée au poète que par intérêt[réf. nécessaire] et que Baudelaire devait aimer jusqu'à sa fin lamentable au dépôt de mendicité de Saint-Denis. Elle représente pour lui tout le côté satanique de l'amour. Une idylle au sujet de laquelle certains de ses contemporains, comme Nadar, se sont interrogés en s'appuyant sur les déclarations d'un amant de Jeanne Duval (en fait, Nadar lui-même) et de prostituées connues, qui témoignent au contraire de la chasteté surprenante de Baudelaire.

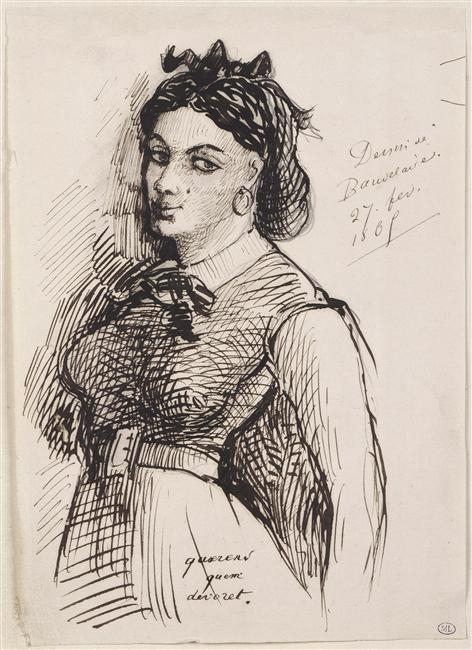
Dessin de Jeanne Duval, par Baudelaire, vers 1850.

Il mène dès 1842 une vie dissolue. Il commence alors à composer plusieurs poèmes des Fleurs du mal. Critique d'art et journaliste, il défend Delacroix comme représentant du romantisme en peinture, mais aussi Balzac lorsque l'auteur de La Comédie humaine est attaqué et caricaturé pour sa passion des chiffres ou sa perversité présumée. En 1843, il découvre les « paradis artificiels » dans le grenier de l'appartement familial de son ami Louis Ménard, où il goûte à la confiture verte. Cette expérience le fascine mais engage chez lui une réflexion morale sur la création qui aboutit à une condamnation des drogues. "Or, je veux faire un livre non pas de pure physiologie, mais surtout de morale. Je veux prouver que les chercheurs de paradis font leur enfer, le préparent, le creusent avec un succès dont la prévision les épouvanterait peut-être."(Exorde et notes pour les conférences données à Bruxelles, en 1864. Œuvres complètes I, Pléiade p. 520). Il renouvellera cette expérience occasionnellement sous contrôle médical, en participant aux réunions du « club des Haschischins ». En revanche, son usage de l'opium est plus long : il fait d'abord, dès 1847, un usage thérapeutique du laudanum, prescrit pour combattre des maux de tête et des douleurs intestinales consécutives à une syphilis, probablement contractée vers 1840 durant sa relation avec la prostituée Sarah la Louchette. Comme De Quincey avant lui, l'accoutumance lui dicte d'augmenter progressivement les doses mais elles restent modérées. Croyant ainsi y trouver un adjuvant créatif, il en décrira les enchantements, les tortures et la stérilité. ("l'intelligence, libre naguère, devient esclave" Œuvres complètes I, Pléiade p. 428.)
En dandy, Baudelaire a des goûts de luxe. Ayant hérité de son père à sa majorité, il dilapide la moitié de cet héritage en 18 mois. Ses dépenses d'apparat sont jugées outrancières par ses proches, qui convoquent un conseil judiciaire.
Le 21 septembre 1844, maître Narcisse Ancelle, notaire de la famille, est officiellement désigné comme conseil judiciaire qui lui alloue une pension mensuelle de 200 francs. En outre, Baudelaire doit lui rendre compte de ses faits et gestes. Cette situation infantilisante inflige à Baudelaire une telle humiliation qu'il tente de se suicider d'un coup de couteau dans la poitrine le 30 juin 1845. Outre sa réputation de débauché, Baudelaire passait pour homosexuel auprès de certains de ses amis : « C'est moi-même », écrit-il « qui ai répandu ce bruit, et l'on m'a cru »…

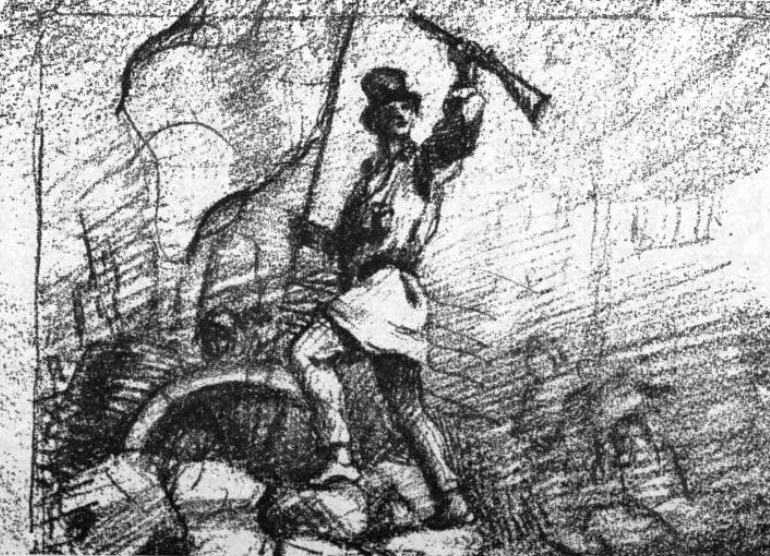
Dessin de Courbet pour Le Salut public, 1848.

En 1848, il participe aux barricades. La révolution de février instituant la liberté de la presse, Baudelaire fonde l'éphémère gazette Le Salut public (d'obédience résolument républicaine), qui ne va pas au-delà du deuxième numéro.
Le 15 juillet 1848 paraît, dans La Liberté de penser, un texte d'Edgar Allan Poe traduit par Baudelaire : Révélation magnétique. À partir de cette période, Baudelaire ne cessera de proclamer son admiration pour l'écrivain américain, dont il deviendra le traducteur attitré. La connaissance des œuvres de Poe et de Joseph de Maistre atténue définitivement sa « fièvre révolutionnaire ». Plus tard, il partagera la haine de Gustave Flaubert et de Victor Hugo pour Napoléon III, mais sans s'engager outre mesure d'un point de vue littéraire (« L'Émeute, tempêtant vainement à ma vitre / Ne fera pas lever mon front de mon pupitre » — Paysage dans Tableaux parisiens du recueil Les Fleurs du mal).

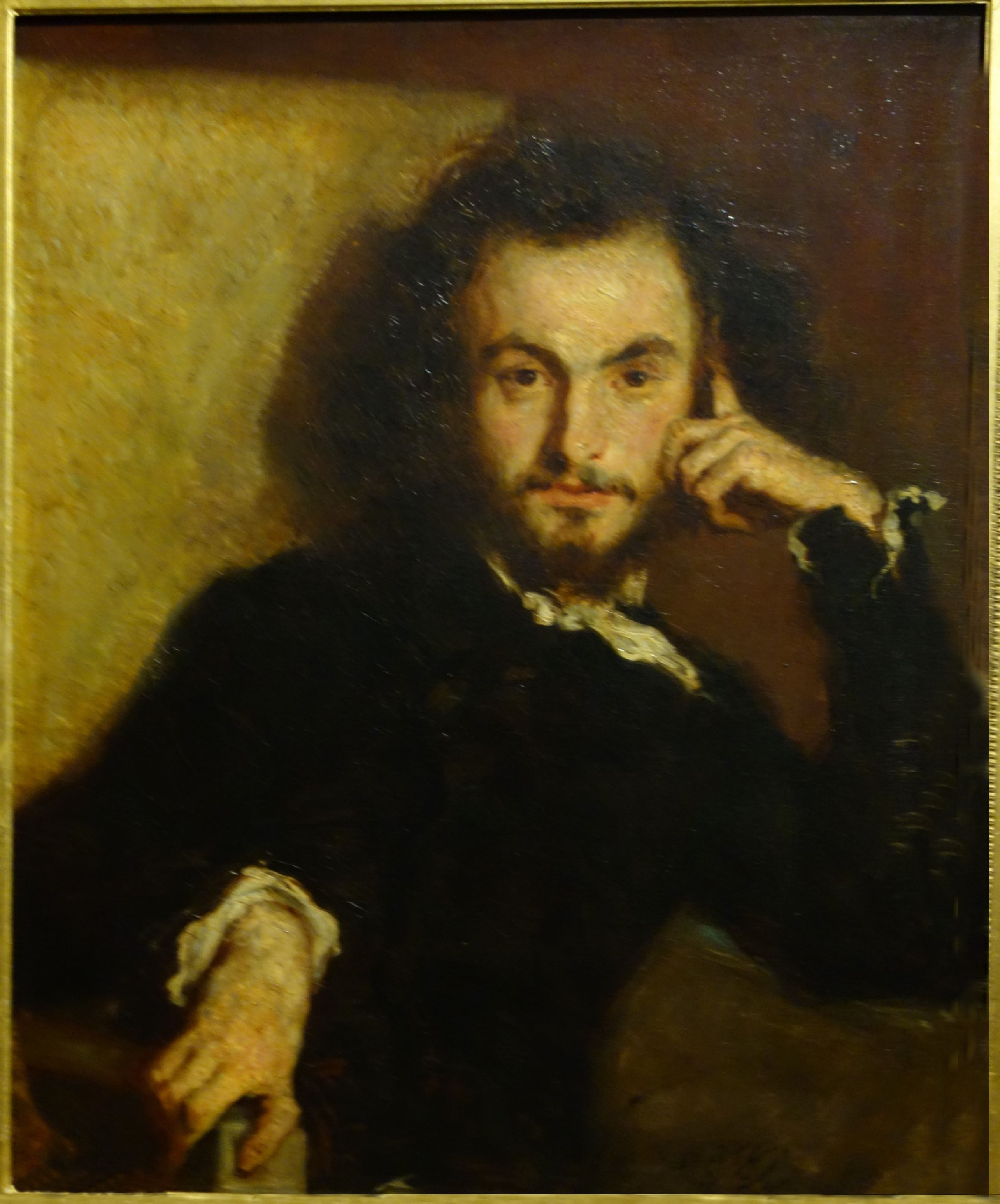
Peint en 1844 par Émile Deroy.
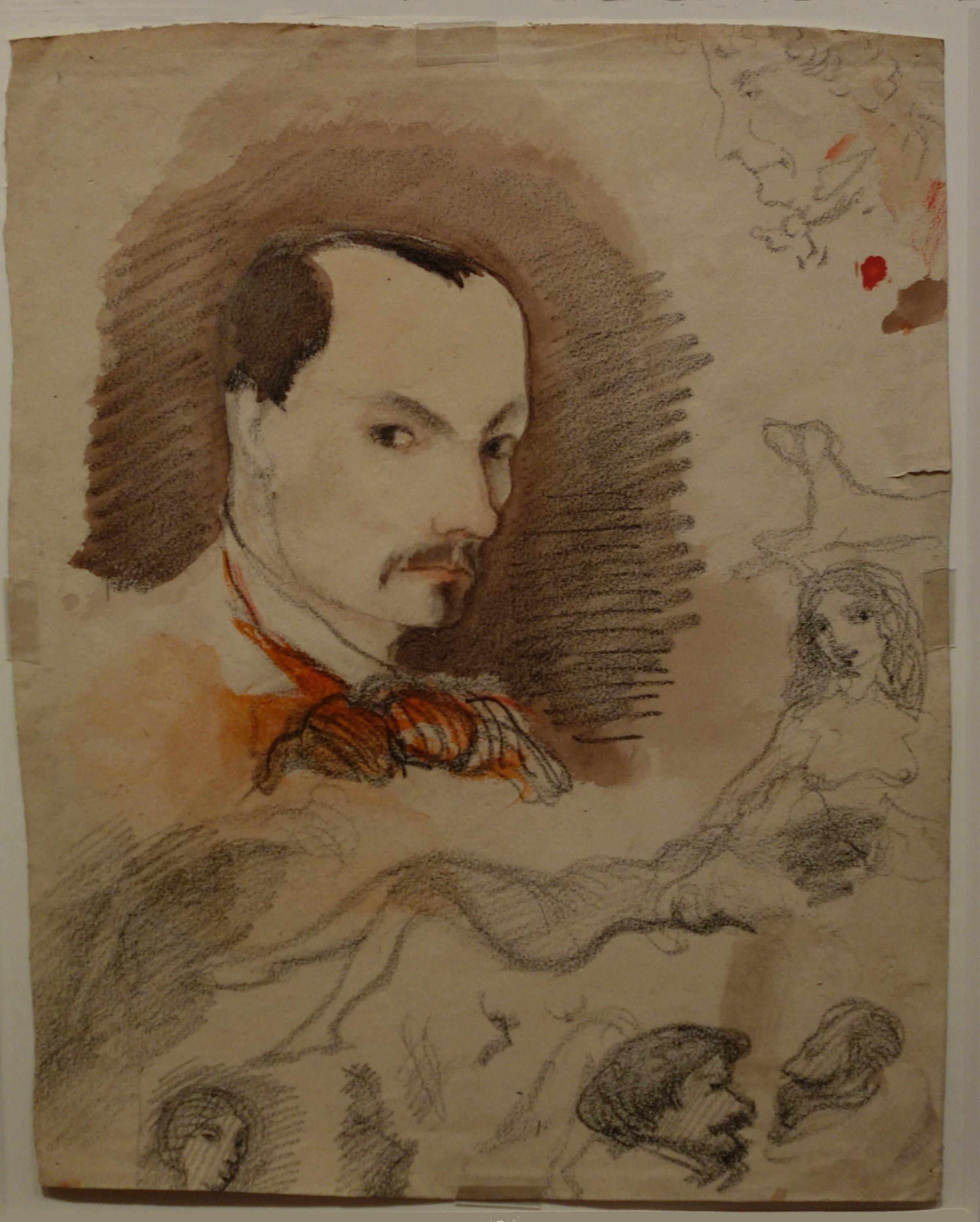
Autoportrait, 1848.
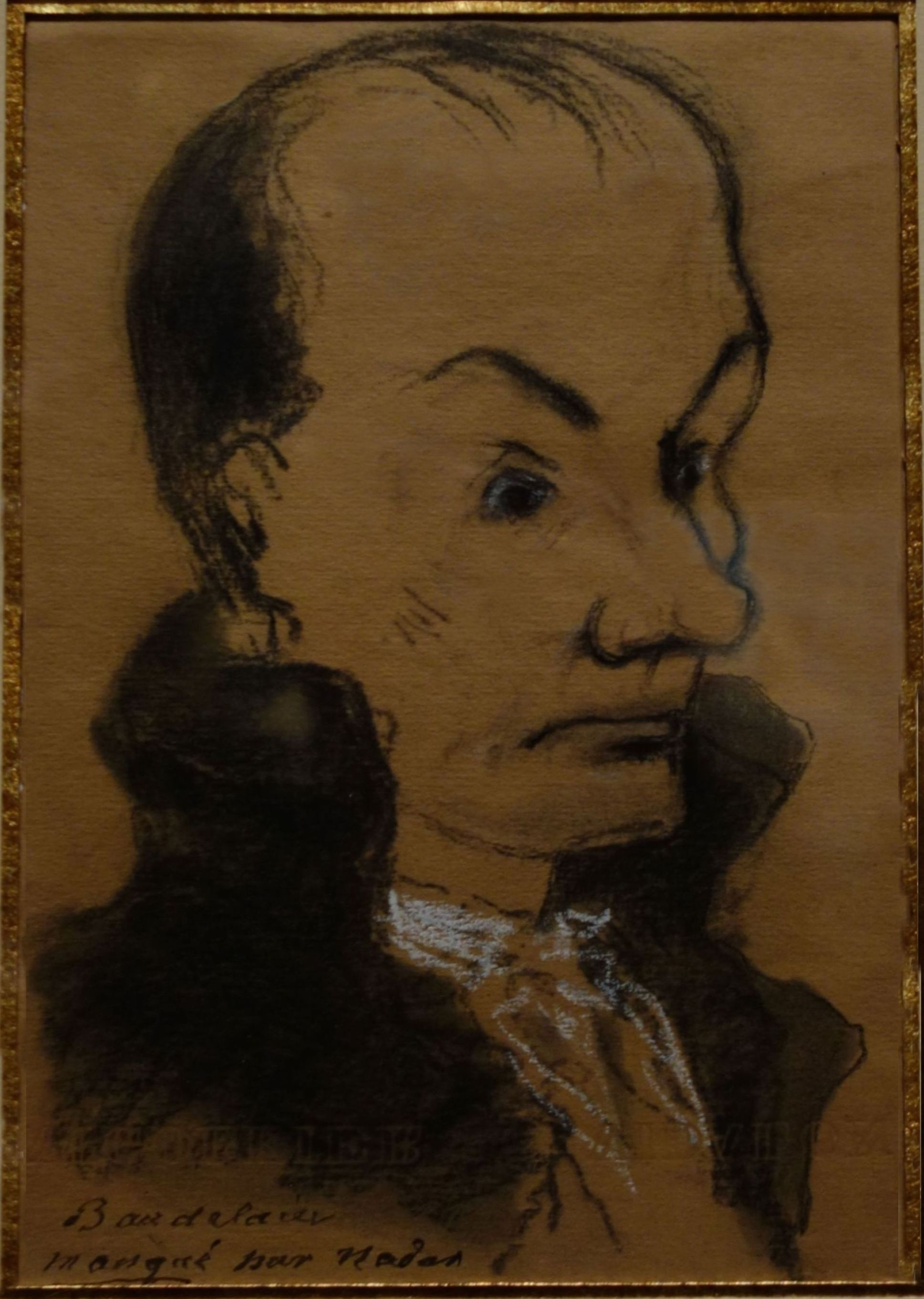
Portrait-charge par Nadar.
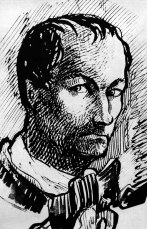
Autoportrait, 1860.

Baudelaire se voit reprocher son style d'écriture et le choix de ses sujets. Il n'est compris que par certains de ses pairs tels Armand Baschet, Édouard Thierry, Champfleury, Jules Barbey d'Aurevilly, Frédéric Dulamon ou André Thomas… Cet engouement confidentiel contraste avec l'accueil hostile que lui réserve la presse. Dès la parution des Fleurs du Mal en 1857, Gustave Bourdin réagit avec virulence dans les colonnes du Figaro du 5 juillet 1857 : « Il y a des moments où l'on doute de l'état mental de M. Baudelaire, il y en a où l'on n'en doute plus  ; — c'est, la plupart du temps, la répétition monotone et préméditée des mêmes choses, des mêmes pensées. L'odieux y côtoie l'ignoble ; le repoussant s'y allie à l'infect… » Cette appréciation négative deviendra le jugement dominant de l'époque [réf. nécessaire].

### Condamnation desFleurs du mal
Moins de deux mois après leur parution, Les Fleurs du mal sont poursuivies en justice pour « offense à la morale religieuse » et « outrage à la morale publique et aux bonnes mœurs ». Seul ce dernier chef d'inculpation sera retenu. Baudelaire est condamné à une forte amende de trois cents francs, réduite à cinquante francs, par suite d'une intervention de l'impératrice Eugénie. L'éditeur Auguste Poulet-Malassis s'acquitte, pour sa part, d'une amende de cent francs et doit retrancher six poèmes dont le procureur général Ernest Pinard a demandé l'interdiction (Les Bijoux ; Le Léthé ; À celle qui est trop gaie ; Lesbos ; Femmes damnées [Delphine et Hippolyte] ; Les métamorphoses du Vampire).
Le 30 août, Victor Hugo, à qui Baudelaire a fait parvenir son recueil, lui envoie de son exil à Guernesey une lettre d'encouragement : « Vos Fleurs du Mal rayonnent et éblouissent comme des étoiles. Je crie bravo de toutes mes forces à votre vigoureux esprit. Permettez-moi de finir ces quelques lignes par une félicitation. Une des rares décorations que le régime actuel peut accorder, vous venez de la recevoir. Ce qu'il appelle sa justice vous a condamné au nom de ce qu'il appelle sa morale ; c'est là une couronne de plus ». Malgré la relative clémence des jurés eu égard au réquisitoire plus sévère qui vise onze poèmes, ce jugement touche profondément Baudelaire. Contraint et forcé, il fera publier une nouvelle édition en 1861, enrichie de trente-deux poèmes.
En 1862, Baudelaire est candidat au fauteuil d'Eugène Scribe à l'Académie française. Il est parrainé par Sainte-Beuve et Vigny. Mais le 6 février 1862, il n'obtient aucune voix et se désiste. Par la suite, il renoncera à se présenter au fauteuil d'Henri Lacordaire. En 1866, il réussit à faire publier à Bruxelles (c'est-à-dire hors de la juridiction française), sous le titre Les Épaves, les six pièces condamnées accompagnées de seize nouveaux poèmes.

Lettre de Charles Baudelaire à l'impératrice Eugénie lui demandant d'intervenir afin que soit diminuée l'amende dont avaient été frappées Les Fleurs du mal, 6 novembre 1857. Archives nationales, AE/II/1980
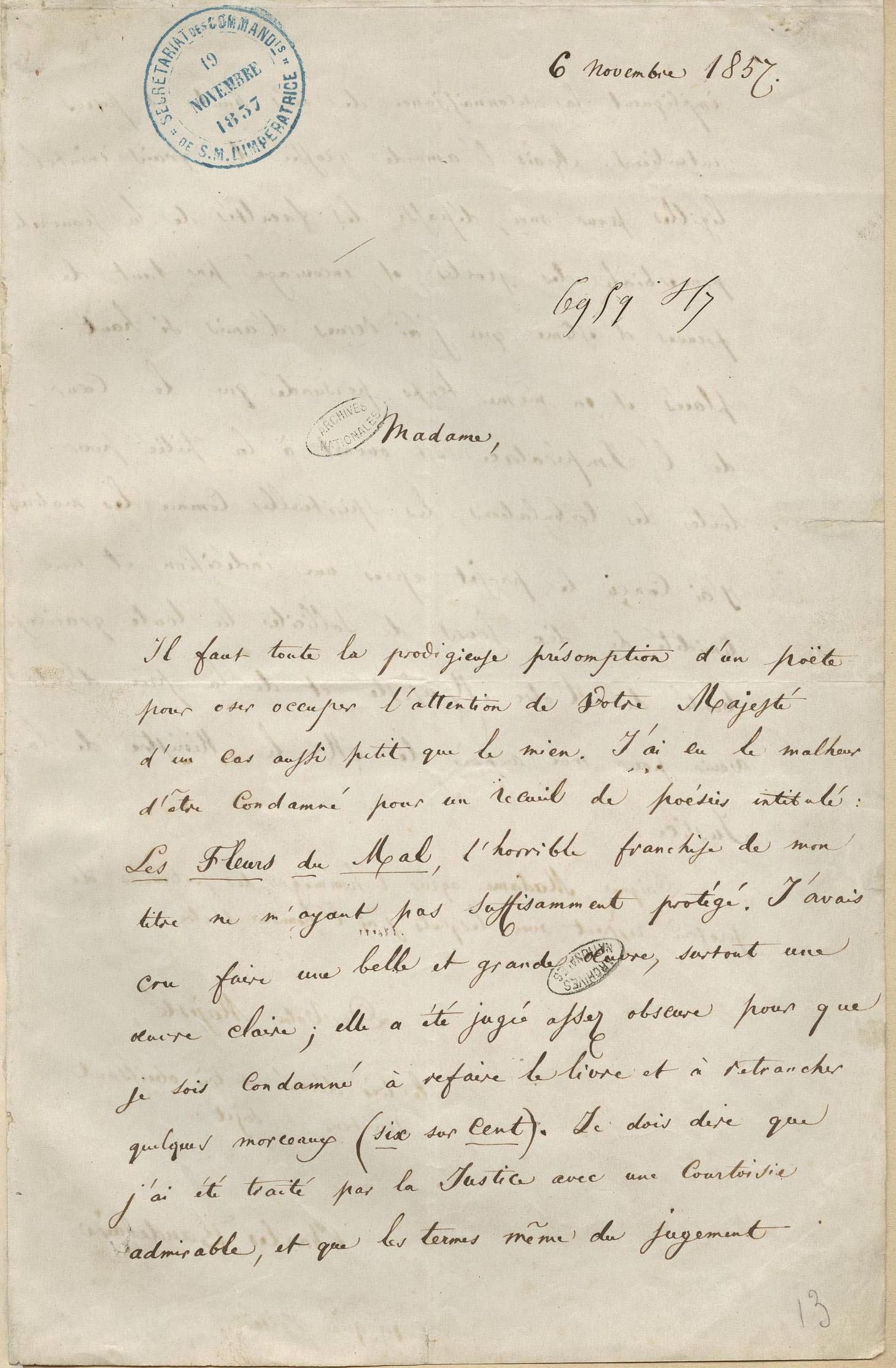
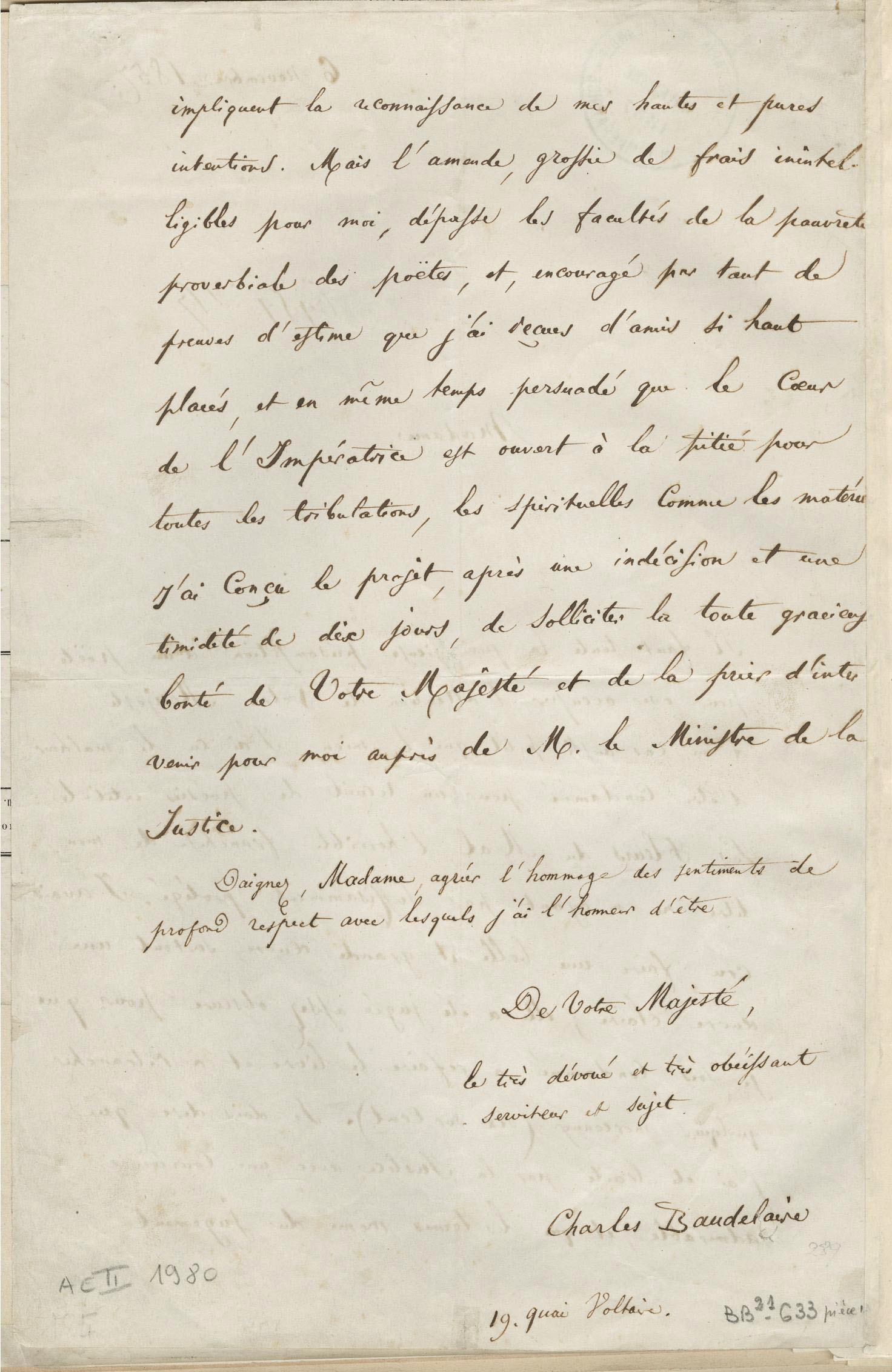

### Dernières années

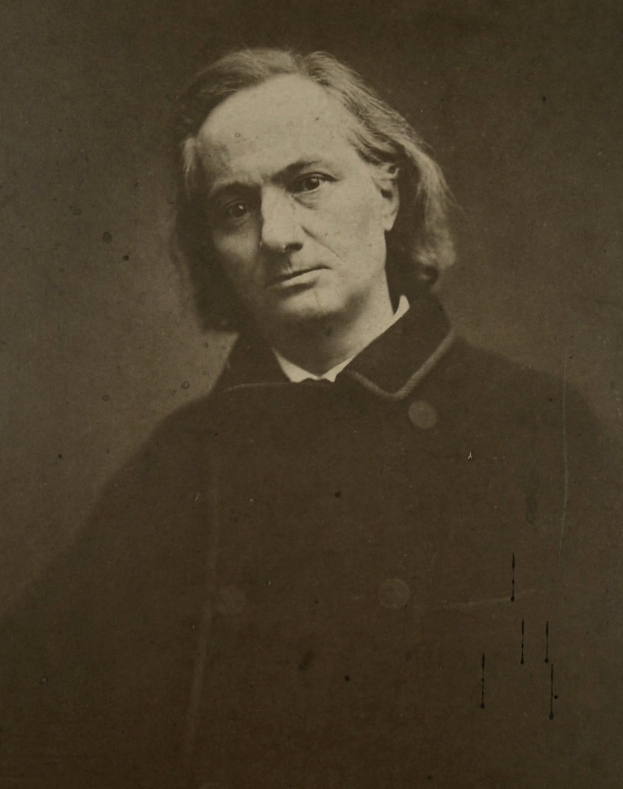
Baudelaire photographié par Étienne Carjat en 1866, quelques mois avant sa mort.

Le 24 avril 1864, très endetté, il part pour la Belgique afin d'y entreprendre une tournée de conférences. Cependant, ses talents de critique d'art éclairé rencontrent peu de succès. Il se fixe à Bruxelles, où il rend plusieurs visites à Victor Hugo, exilé politique volontaire. Il prépare un pamphlet contre son éphémère pays d'accueil qui représente, à ses yeux, une caricature de la France bourgeoise. Le féroce Pauvre Belgique restera inachevé. Souhaitant la mort d'un royaume qu'il juge artificiel, il en résume l'épitaphe en un mot : Enfin !
C'est en Belgique que Baudelaire rencontre Félicien Rops, qui illustre Les Fleurs du mal en 1866.
Lors d'une visite à l'église Saint-Loup de Namur, le 15 mars 1866, Baudelaire perd connaissance. Cet effondrement est suivi de troubles cérébraux, en particulier d'aphasie. La mère de Charles Baudelaire mourra également aphasique. Le demi-frère du poète est atteint d'hémiplégie.
L'hémiplégie dont il souffre, et consécutive à son malaise, l'empêche d'écrire correctement. La dernière lettre écrite de sa propre main est adressée à sa mère, Madame Aupick, et date du 23 mars 1866. Les lettres suivantes ne seront que dictées par le poète.
En juillet 1866, on le ramène à Paris. Il est aussitôt admis dans la maison de santé du docteur Guillaume Émile Duval (1825-1899), aliéniste réputé. L'établissement se trouve 1, rue du Dôme. Le poète y occupe, au rez-de-chaussée du pavillon situé au fond du jardin, une chambre bien éclairée ornée de deux toiles d'Édouard Manet, dont la Maîtresse de Baudelaire, peinte en 1862, aujourd'hui au musée des Beaux-Arts de Budapest.
Rongé par la syphilis, affecté désormais par une forme sévère d’aphasie globale, privé de l’usage de la parole, devenu incapable de lire ou d’écrire, Baudelaire ne dispose plus que d'un langage résiduel, limité  à l’expression « Cré nom » (contraction de « Sacré nom de Dieu »).
Jules Vallès témoigne : « Il ne pouvait articuler qu'un mot, comme un enfant, mais ce mot, il le gémissait, le ricanait, et, avec des hoquets de colère ou de joie, il traduisait ses impressions suprêmes ! On lui montra une fleur : il lui fit risette avec son sourire de fou. — Cré nom ! Cré nom ! roucoulait-il en balançant la tête, et comme ému par le parfum et par l’éclat. Cré nom ! C’était tantôt un salut et tantôt un juron, suivant qu’on lui montrait une chose ou un nom qu’il avait aimés ou haïs ! Cré nom ! C’était peut-être aussi le grognement idiot du désespoir ! ».
Baudelaire meurt le 31 août 1867, à onze heures du matin. Le lendemain, Narcisse Ancelle, son conseil judiciaire, et Charles Asselineau, son ami fidèle, déclarent le décès à la mairie du 16e arrondissement et signent l'acte d'état civil.
Le même jour, il est inhumé au cimetière du Montparnasse (6e division), dans la tombe où repose son beau-père détesté, le général Aupick, et où sa mère le rejoint quatre ans plus tard.
Son faire-part de décès indique : « de la part de Madame Vve Aupick, sa mère, de Mme Perrée, sa grand-tante et de ses enfants, de Mme Vve Baudelaire sa belle-sœur, de M. Jean Levaillant, Général de Brigade, de M° Jean-Jacques Rousseau Levaillant, Chef de Bataillon, de M° Charles Levaillant Général de Division, ses cousins ».
Il n'a pu réaliser son souhait d'une édition définitive des Fleurs du Mal, travail de toute une vie.
Le Spleen de Paris (autrement appelé Petits poèmes en prose) est édité à titre posthume en 1869, dans une nouvelle édition remaniée par Charles Asselineau et Théodore de Banville.
À sa mort, son héritage littéraire est mis aux enchères. L'éditeur Michel Lévy l'acquiert pour 1 750 francs. Une troisième édition des Fleurs du Mal, accompagnée des onze pièces intercalaires, a disparu avec lui.

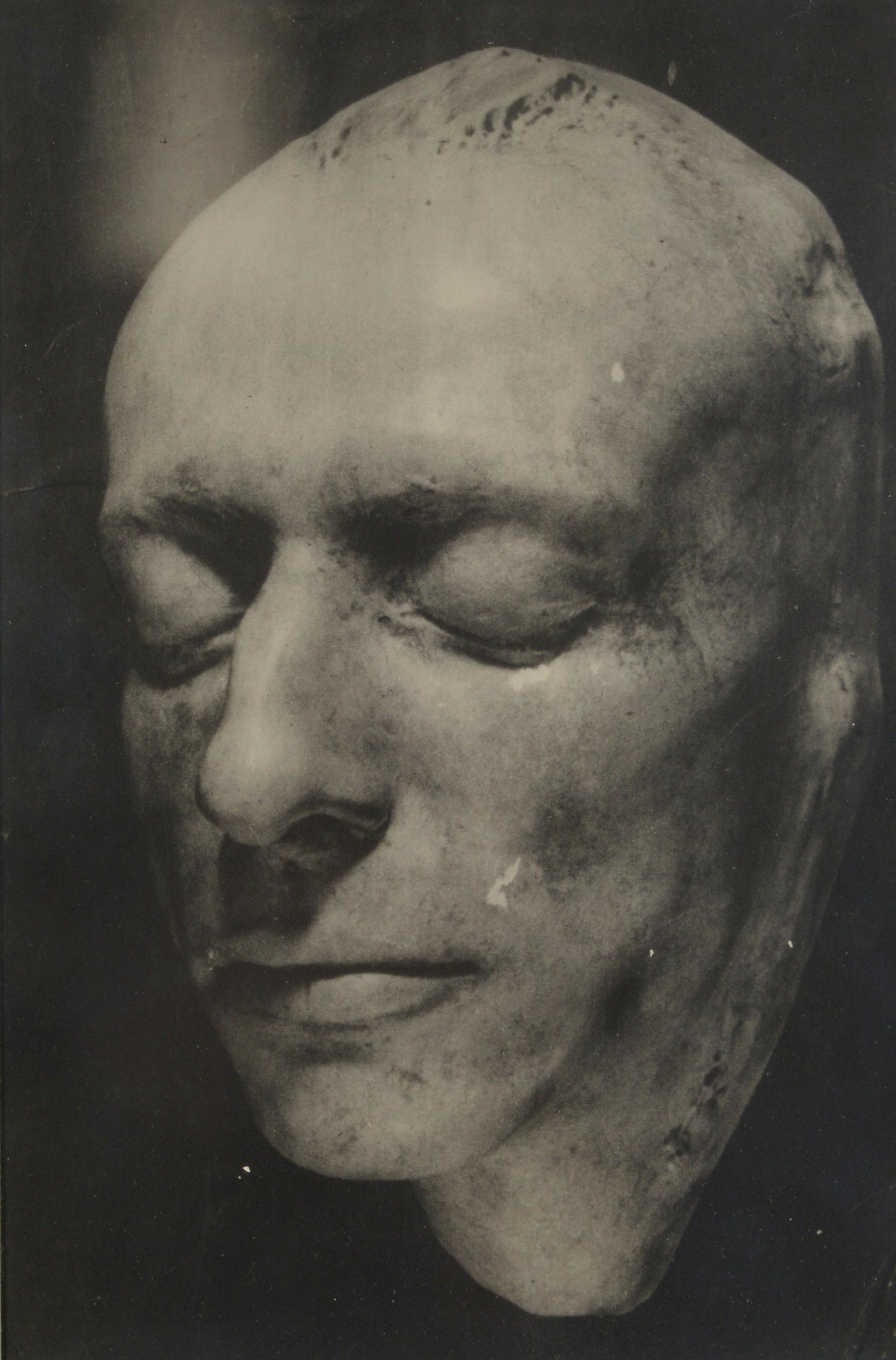
Masque mortuaire de Baudelaire.
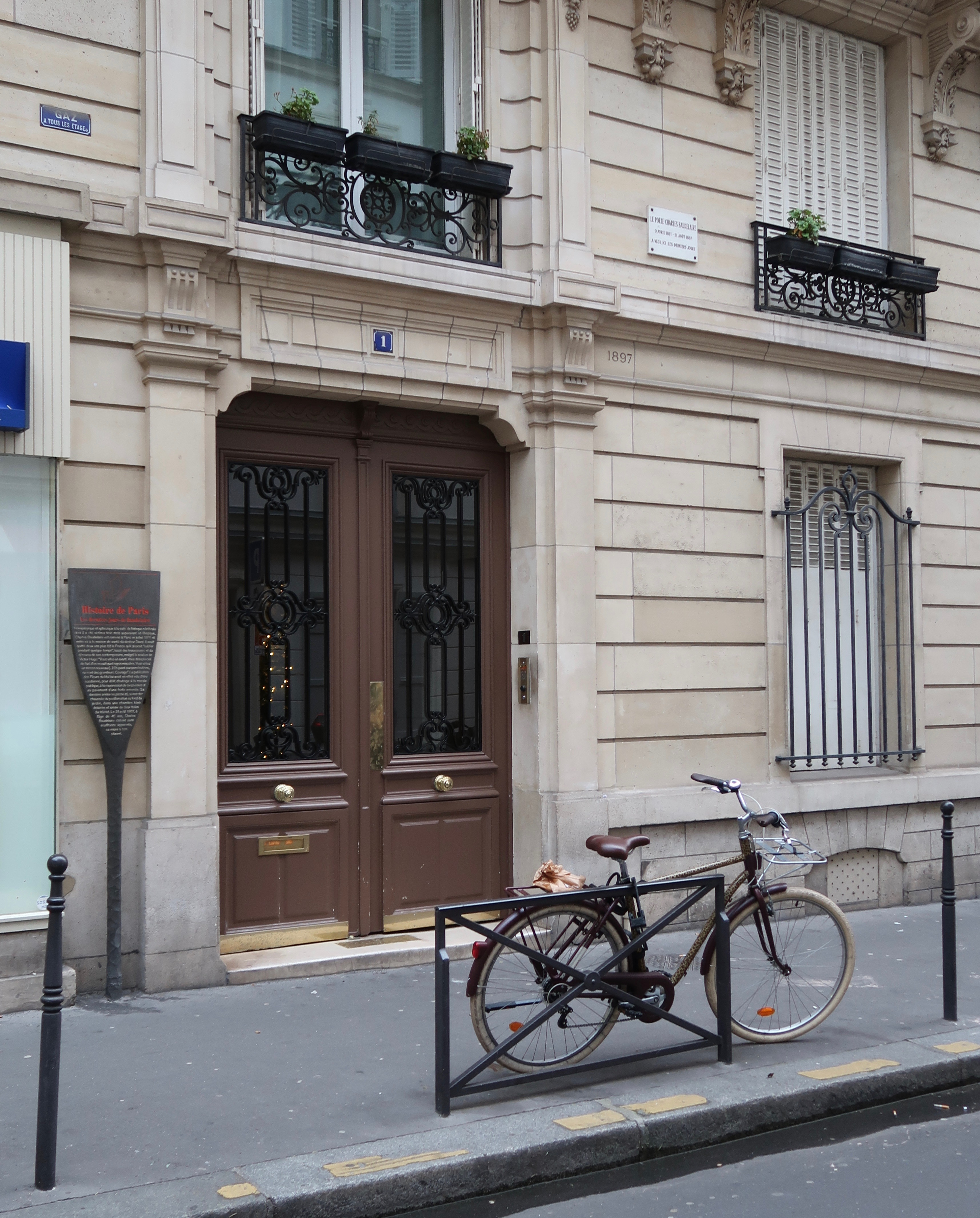
Maison où est décédé Charles Baudelaire. Vue d'ensemble depuis la rue Lauriston, juillet 2017.
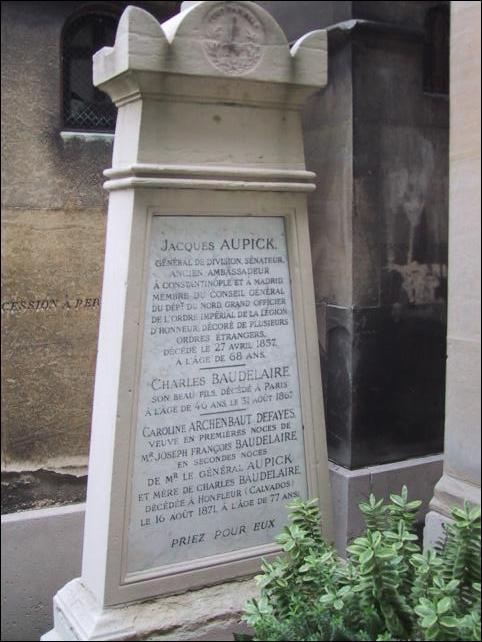
Tombe du général Aupick, de Mme Aupick et de Charles Baudelaire au cimetière du Montparnasse à Paris.

### Révision de la condamnation de 1857
Une première demande en révision du jugement de 1857, introduite en 1929 par Louis Barthou, alors ministre de la Justice, ne put aboutir, faute de procédure adaptée.
C'est par la loi du 25 septembre 1946 que fut créée une procédure de révision des condamnations pour outrage aux bonnes mœurs commis par la voie du livre, exerçable par le garde des Sceaux à la demande de la Société des gens de lettres. Celle-ci décida aussitôt, à l'unanimité moins une voix, de demander une révision pour Les Fleurs du Mal, accordée le 31 mai 1949 par la Chambre criminelle de la Cour de cassation,,.
Dans les attendus de son jugement, la Cour énonce que : « les poèmes faisant l'objet de la prévention ne renferment aucun terme obscène ou même grossier et ne dépassent pas, en leur forme expressive, les libertés permises à l'artiste ; que si certaines peintures ont pu, par leur originalité, alarmer quelques esprits à l'époque de la première publication des Fleurs du Mal et apparaître aux premiers juges comme offensant les bonnes mœurs, une telle appréciation ne s'attachant qu'à l'interprétation réaliste de ces poèmes et négligeant leur sens symbolique, s'est révélée de caractère arbitraire ; qu'elle n'a été ratifiée ni par l'opinion publique, ni par le jugement des lettrés ».

## Domiciles du poète
Baudelaire habita principalement à Paris où, constamment endetté et pressé de fuir ses créanciers, il occupa une quarantaine de domiciles :
- 13, rue Hautefeuille, où il naît le 9 avril 1821. La maison fut détruite lors du percement du boulevard Saint-Germain. Une plaque rappelle son emplacement, à l'actuel no 17 (l'immeuble n'est pas numéroté)  ;
- 50, rue Saint-André-des-Arts, à partir de la mort de son père (1827)  ;
- 11, rue du Débarcadère (située à l'époque à Neuilly-sur-Seine) (1827-1828)  ;
- 17, rue du Bac, à partir du remariage de sa mère (1828) et jusqu'à la promotion du colonel Aupick (1832)  ;
- Lyon (1832-1836). Baudelaire est logé d'abord à la pension Delorme, puis à l'internat du collège Royal ; pendant cette période, il réside également au 4-6, rue d'Auvergne. Une plaque, marquée d'un C et d'un B au balcon du deuxième étage, y a été apposée[46] ;
- 32, rue de l'Université, au retour à Paris (1836)  ;
- 123, rue Saint-Jacques, à l'internat du lycée Louis-le-Grand (mars 1836-avril 1839)  ;
- rue de la Culture-Sainte-Catherine (devenue rue de Sévigné), dans le Marais, domicile de ses parents après son renvoi du collège (printemps 1839). Baudelaire reprend ses cours comme externe au lycée Saint-Louis  ;
- 22, rue du Vieux-Colombier, chez son répétiteur M. Lassègue, jusqu'à passage du baccalauréat (août 1839)  ;
- rue de l'Estrapade, pension L'Évêque et Bailly ;
- rue du Pot-de-Fer-St.-Sulpice (devenue rue Bonaparte), chez Mlle Théot  ;
- 73, rue de Lille  ;
- 50, rue de Sévigné  ;
- Bordeaux, île Maurice et île Bourbon (actuelle île de La Réunion), lors de son voyage dans les mers du Sud (9 juin 1841-début février 1842)  ;
- 10 (devenu 22), quai de Béthune, sur l'île Saint-Louis[47], au rez-de-chaussée à gauche de la porte d'entrée, avec fenêtre sur rue (mai-décembre 1842). Il y reçoit les visites de sa nouvelle maîtresse Jeanne Duval, qu'il avait rencontrée au théâtre du Panthéon sis « cloître Saint-Benoît » (bâtiment remplacé par l'actuelle Sorbonne)  ;
- rue Vaneau, au rez-de-chaussée (premier semestre de 1843)  ;
- 15, quai d'Anjou, sur l'île Saint-Louis (juin à septembre 1843)  ;
- 17, quai d'Anjou, à l'hôtel Pimodan (originellement hôtel de Lauzun, puis redevenu tel plus tard)[48], sur l'île Saint-Louis. Baudelaire occupe trois pièces au dernier étage sous les combles, côté cour (octobre 1843-1846). Lors de son aménagement, il loge Jeanne Duval et la mère de Jeanne au 6, rue de la Femme-sans-Tête (devenue rue Le Regrattier), également sur l'île Saint-Louis  ;
- une succession d'hôtels et de chambres garnies, souvent très brièvement, à partir de 1846. Au cours de 1846-1847, il réside successivement :
  - à l'hôtel Corneille (rue Corneille),
  - 33, rue Coquenard (devenue rue Lamartine),
  - à l'hôtel de Dunkerque (32, rue Laffitte),
  - 68 (ou 36 ?), rue de Babylone,
  - à l'hôtel Folkestone (rue Laffitte),
  - 24, rue de Provence,
  - 7, rue de Tournon,
  - et encore dans de petits garnis « borgnes et introuvables »[49]  ;
- 18, avenue de la République (devenue avenue de Neuilly) à Neuilly-sur-Seine (août 1848)  ;
- Dijon (bref séjour)  ;
- 95, avenue de la République (devenue avenue de Neuilly) à Neuilly-sur-Seine (mai 1850-juillet 1851)  ;
- 25, rue des Marais-du-Temple (devenue rue Yves-Toudic)  ;
- 128, rue de la Pompe, dans une chambre qui appartenait à des amis du général Aupick, son beau-père ;
- 11, boulevard de Bonne-Nouvelle (mai-juillet 1852)  ;
- 60, rue Pigalle, dans un hôtel situé non loin de Mme Sabatier, qui habitait au 4 ou 16, rue Frochot (octobre 1852-mai 1854). La mère de Baudelaire et son mari, le général Aupick, habitent à cette époque au 91, rue du Cherche-Midi  ;
- 61, rue Sainte-Anne, à l'hôtel d'York (actuellement hôtel Baudelaire Opéra) (février 1854)  ;
- 57, rue de Seine, à l'hôtel du Maroc (mai 1854-février 1855)  ;
- « balloté d'hôtel en hôtel » en mars 1855, où il déménage à six reprises. Au début de juin, il loge dans des gîtes de rencontre[50]  ;
- 13, rue Neuve-des-Bons-Enfants, à l'hôtel de Normandie (juin 1855)  ;
- 27, rue de Seine (juillet-août 1855)  ;
- 18, rue d'Angoulême-du-Temple (devenue rue Jean-Pierre-Timbaud) (janvier-juin 1856). C'est là qu'il emménage de nouveau avec Jeanne Duval, mais les choses ne s'arrangent pas (disputes parfois violentes) et elle le quitte  ;
- 19, quai Voltaire, à l'hôtel Voltaire (actuellement hôtel du quai Voltaire) (juin 1856-novembre 1858). Baudelaire y achève les Fleurs du Mal. L'hôtel se trouve à deux pas de l'imprimerie du Moniteur universel, qui va publier en feuilleton un roman de Poe dans la traduction de Baudelaire — ce dernier dort souvent à l'imprimerie après avoir travaillé toute la journée  ;
- Allers-retours entre le domicile de sa mère à Honfleur, et le domicile de Jeanne à Paris, 22, rue Beautreillis ; avec quelques séjours à Alençon pour rendre visite à son éditeur Poulet-Malassis (novembre 1858-juin 1859)  ;
- 22, rue d'Amsterdam, à l'hôtel de Dieppe (1859-1864). Mme Sabatier habite non loin à partir de 1860, au 10 rue de la Faisanderie. À cette époque, Baudelaire loge Jeanne Duval à Neuilly-sur-Seine, au 4 rue Louis-Philippe, où il cohabite avec elle brièvement de décembre 1860 à janvier 1861)  ;
- 28, rue de la Montagne à Bruxelles, lors d'un séjour en Belgique (1864-1866). Baudelaire loge principalement à l'hôtel du Grand Miroir, Lors de ses rares retours à Paris, il loge à l'hôtel du Chemin de fer du Nord, place du Nord. Jeanne Duval habite à cette époque au 17, rue Sauffroy, dans le quartier des Batignolles. C'est en Belgique que Baudelaire est atteint d'une congestion cérébrale et rapatrié vivant, mais aphasique  ;
- 1, rue du Dôme, dans le quartier de Chaillot, à la clinique du docteur Duval. Baudelaire y entre en juillet 1866 et y meurt le 31 août 1867.

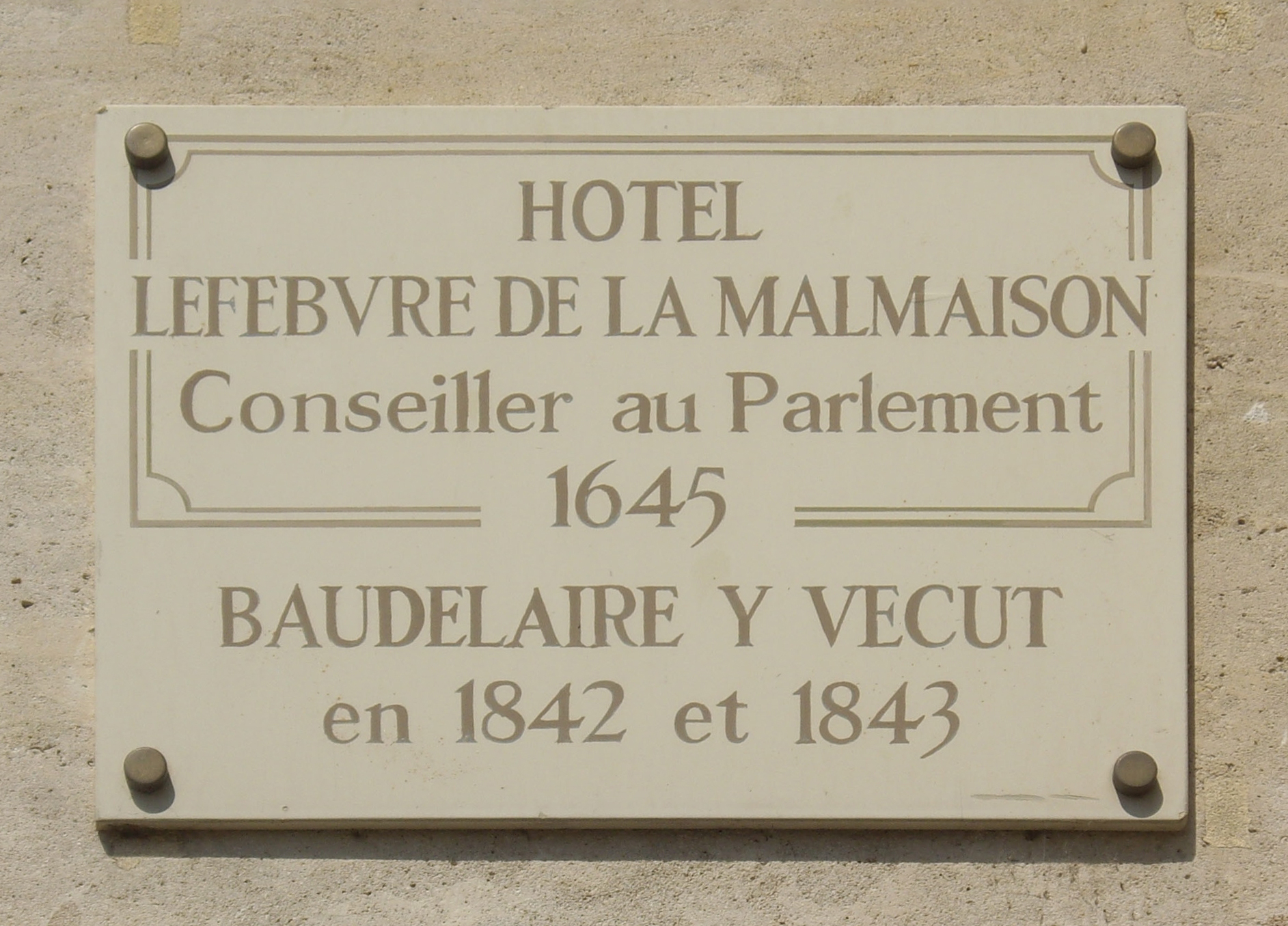
1842 : 22 (ex 10), quai de Béthune, Paris 4e.
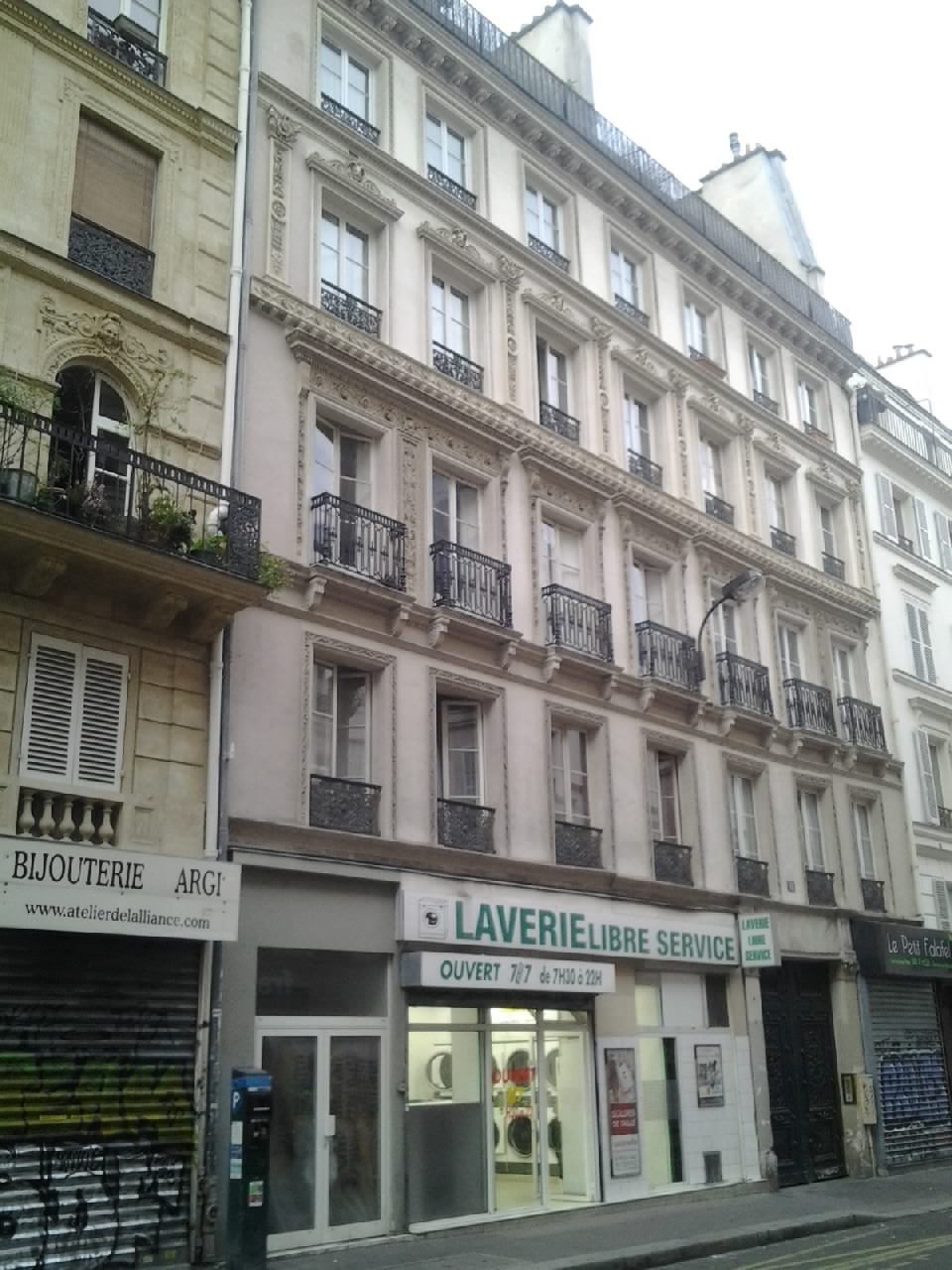
1er semestre 1856 : 18, rue Jean-Pierre Timbaud (ancienne rue d'Angoulême-du-Temple), Paris 11e.
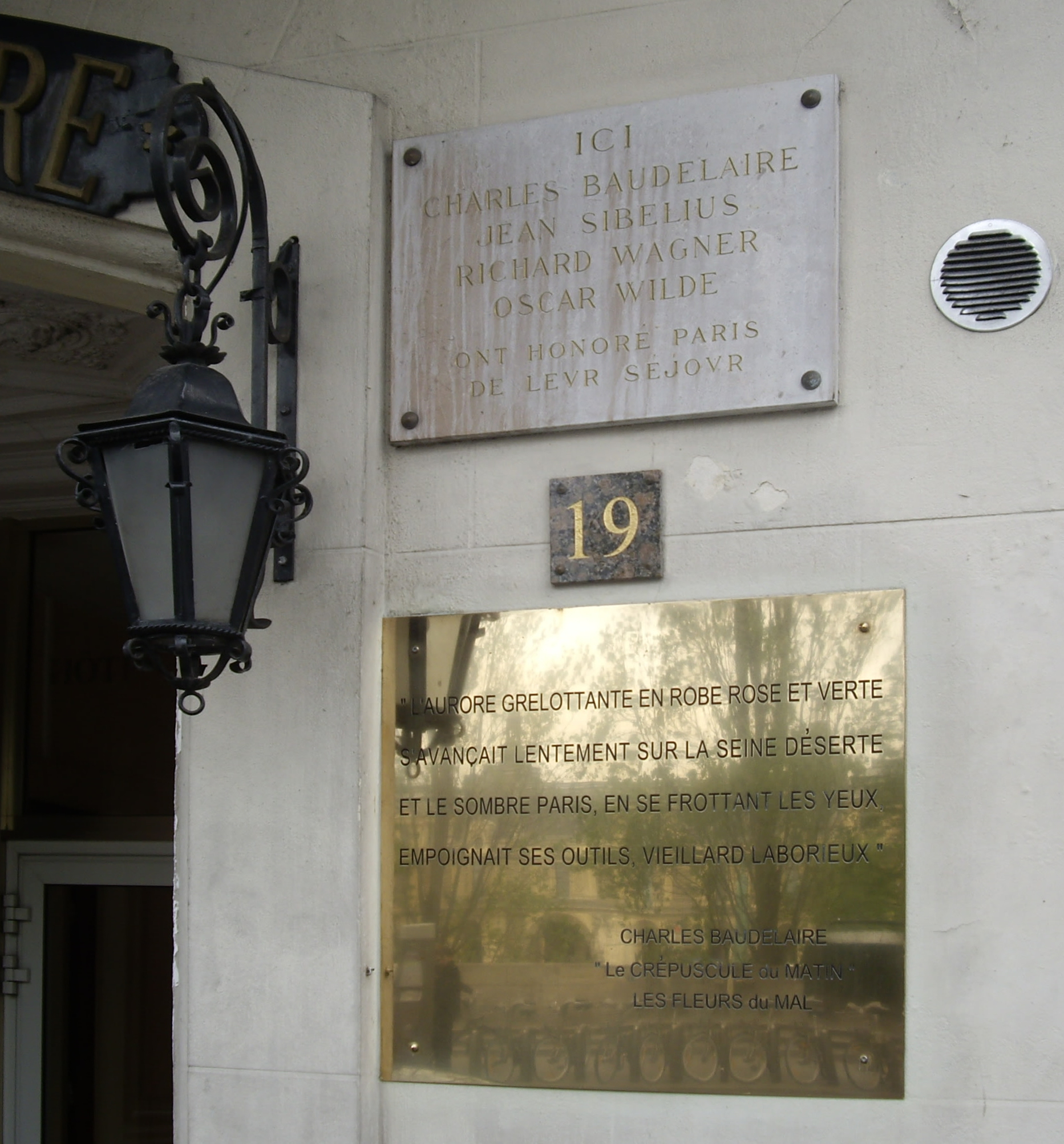
2e semestre 1856 : 19, quai Voltaire, Paris 7e.
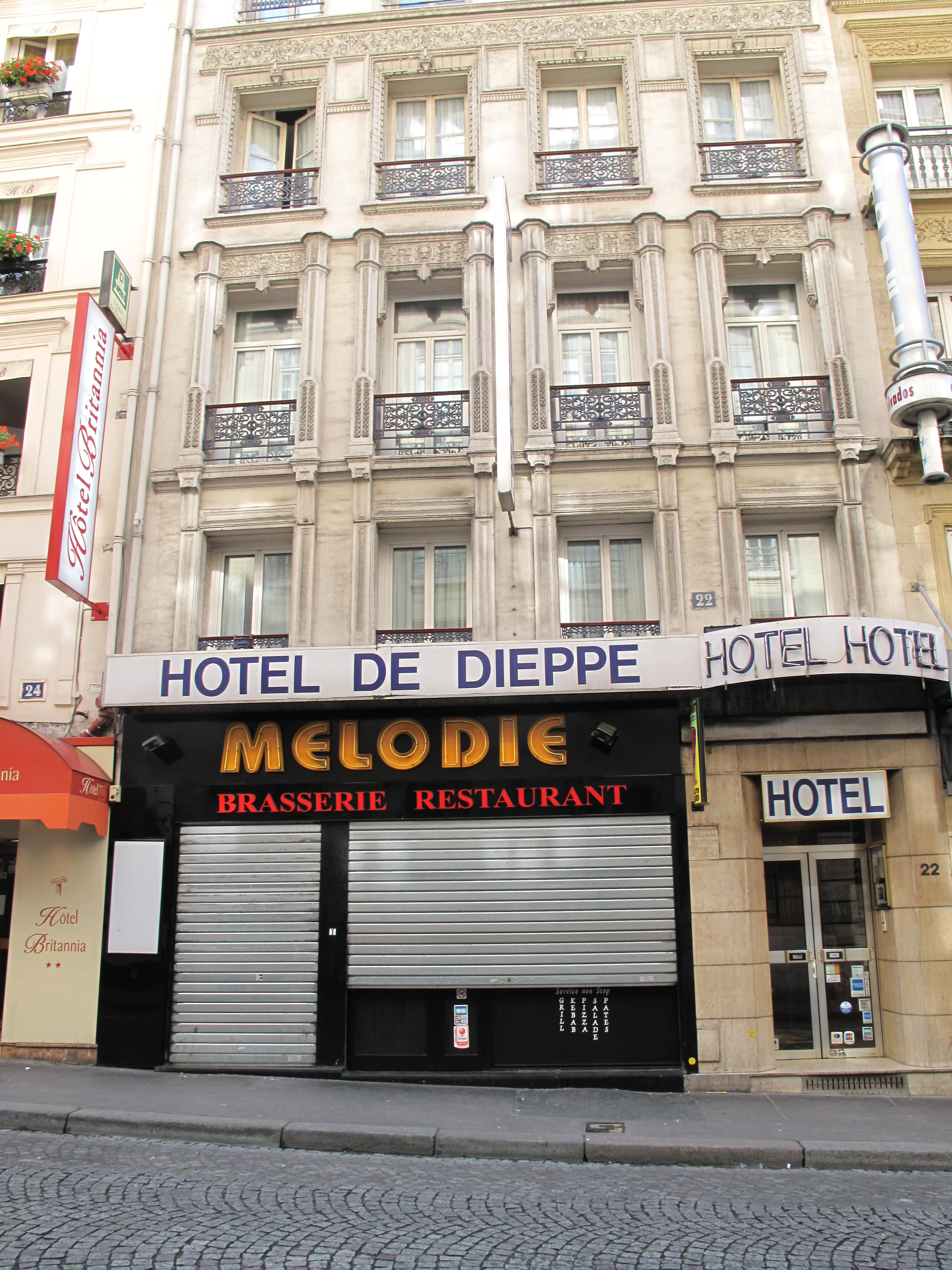
1859 : hôtel de Dieppe, 22, rue d'Amsterdam, Paris 9e.
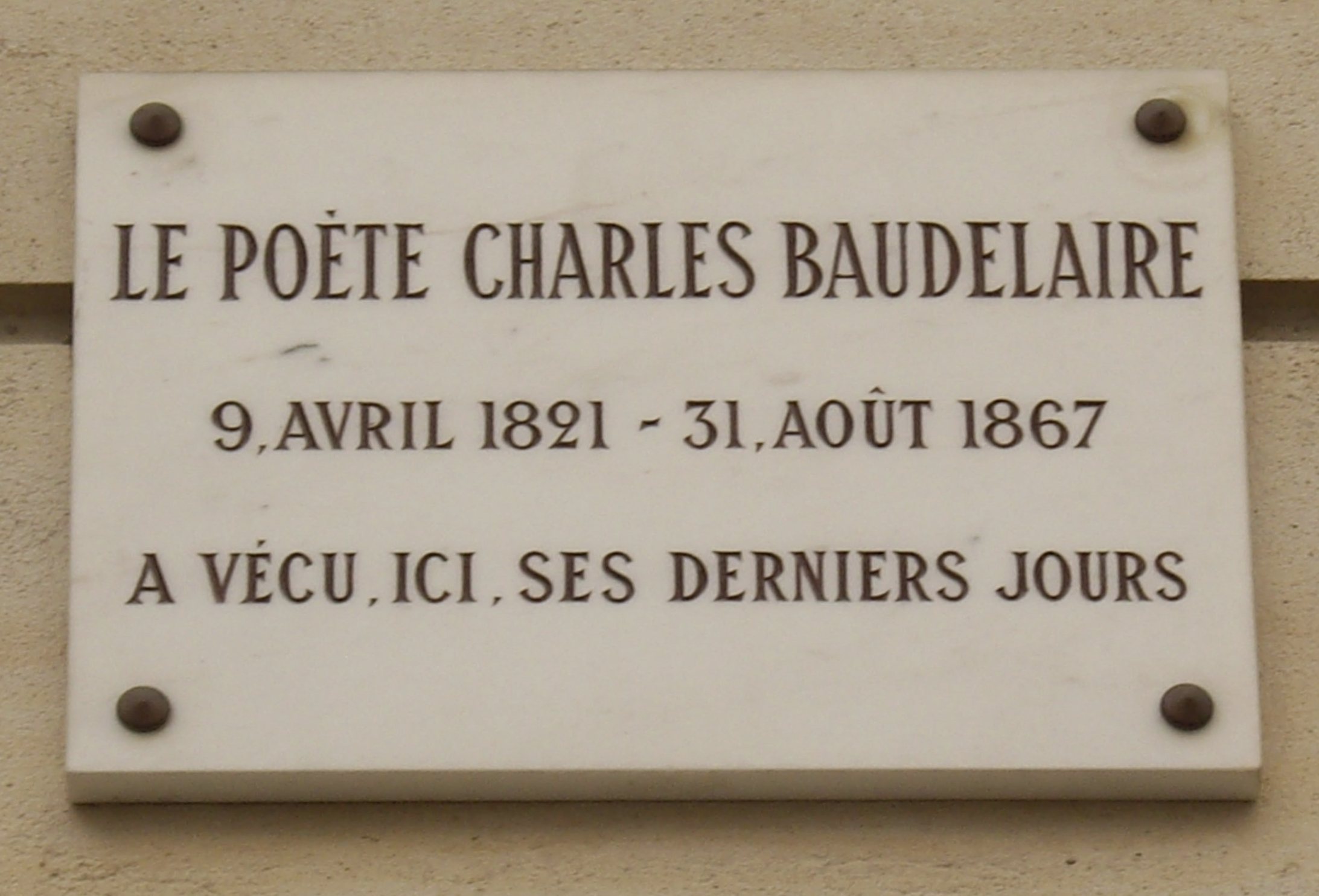
1866 : 1, rue du Dôme, Paris 16e, lieu où il meurt.

Baudelaire fréquentait beaucoup les cafés. Selon un ami de jeunesse, il « composait dans les cafés et dans la rue ».
Dans sa jeunesse, il retrouvait ses amis Chez Duval, un marchand de vin installé place de l'Odéon. Il affectionnait aussi La Rotonde, un café du Quartier latin. Il prenait souvent ses repas à La Tour d'Argent sur le quai de la Tournelle, un restaurant qui existe toujours sous le même nom, mais dont l'intérieur n'a plus rien en commun avec son apparence à l'époque de Baudelaire. Plus tard, ce sera le café Momus de la rue des Prêtres-Saint-Germain-l'Auxerrois, le Mabille, le Prado, la Chaumière et la Closerie des Lilas.

## Regards sur l'œuvre

### Horreur et extase
« Tout enfant, j'ai senti dans mon cœur deux sentiments contradictoires : l'horreur de la vie et l'extase de la vie. » (Mon cœur mis à nu).

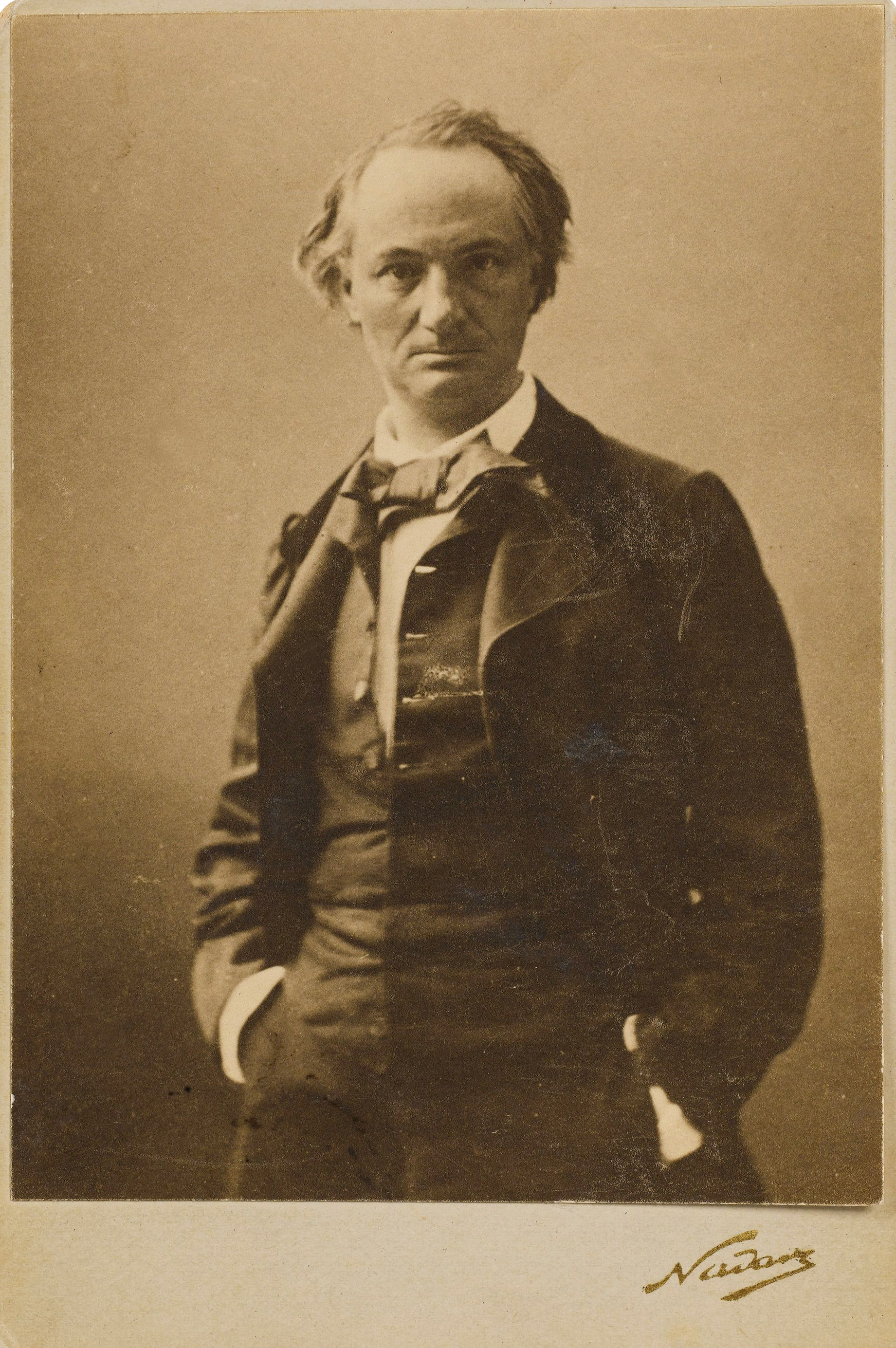
Charles Baudelaire, les mains dans les poches, par Nadar, 1862.

Toutes les grandes œuvres romantiques témoignent de ce passage de l'horreur à l'extase et de l'extase à l'horreur. Ces impressions naissent chez Baudelaire du sentiment profond de la malédiction qui pèse sur la créature depuis la chute originelle. En ce sens, les Fleurs du Mal appartiennent au Génie du christianisme.
Analysant ce qu'il appelait « le vague des passions » dans la préface de 1805 à cet ouvrage, Chateaubriand écrivait : « Le chrétien se regarde toujours comme un voyageur qui passe ici-bas dans une vallée de larmes, et qui ne se repose qu'au tombeau ». Pour Baudelaire, il ne s'agit ni de littérature, ni de notions plus ou moins abstraites, mais « du spectacle vivant de (sa) triste misère ». Comme la nature, l'homme est souillé par le péché originel et, à l'instar de René ou de Werther (Goethe), Baudelaire n'éprouve le plus souvent que le dégoût pour « la multitude vile » (Recueillement). Ce qui le frappe surtout, c'est l'égoïsme et la méchanceté des créatures humaines, leur paralysie spirituelle, et l'absence en elles du sens du beau comme du bien. Le poème en prose La Corde, s'inspirant d'un fait vrai, raconte comment une mère, indifférente à l'égard de son enfant qui vient de se pendre, s'empare de la corde fatale pour en faire un fructueux commerce.

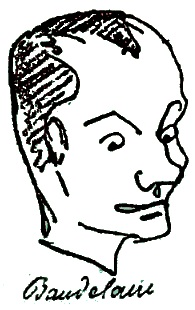
Autoportrait de Charles Baudelaire.

Baudelaire devait en souffrir plus que tout autre : L'Albatros dénonce le plaisir que prend le « vulgaire » à faire le mal, et, singulièrement, à torturer le poète.
Dans L'Art romantique, Baudelaire remarque : « C'est un des privilèges prodigieux de l'Art que l'horrible, artistement exprimé, devienne beauté et que la douleur rythmée et cadencée remplisse l'esprit d'une joie calme. » Des poèmes, comme Le Mauvais Moine, L'Ennemi, Le Guignon montrent cette aspiration à transformer la douleur en beauté. Peu avant Baudelaire, Vigny et Musset avaient également chanté la douleur.
Comment Baudelaire aurait-il pu croire à la perfectibilité des civilisations ? Il n'a éprouvé que mépris pour le socialisme d'une part, le réalisme et le naturalisme d'autre part. Avec une exception pour le réaliste Honoré de Balzac, chez qui il voyait bien davantage qu'un naturaliste (« Si Balzac a fait de ce genre roturier [le roman de mœurs] une chose admirable, toujours curieuse et souvent sublime, c'est parce qu'il y a jeté tout son être. J'ai maintes fois été étonné que la grande gloire de Balzac fût de passer pour un observateur ; il m'avait toujours semblé que son principal mérite était d'être visionnaire, et visionnaire passionné. »).
Les sarcasmes à l'égard des théories socialistes (après 1848), réalistes ou naturalistes se multiplient dans son œuvre. Comme Poe dont il traduit les écrits, il considère « le Progrès, la grande idée moderne, comme une extase de gobe-mouches ». Pour en finir avec ce qu'il appelle « les hérésies » modernes, Baudelaire dénonce encore « l'hérésie de l'enseignement » : « La poésie, pour peu qu'on veuille descendre en soi-même, interroger son âme, rappeler ses souvenirs d'enthousiasme, n'a pas d'autre but qu'elle-même. […] Je dis que si le poète a poursuivi un but moral, il a diminué sa force poétique ; et il n'est pas imprudent de parier que son œuvre sera mauvaise ». Bien que Victor Hugo et lui se rejoignent dans une même tradition française d' « éloquence ostentatoire », il exerce aussi sa verve contre l'auteur des Misérables et caresse un moment le projet d'écrire un Anti-Misérables satirique.
Le poète ne s'en révolte pas moins contre la condition humaine. Il dit son admiration pour les grandes créations sataniques du romantisme comme Melmoth (roman noir — gothique — de Charles Robert Maturin). Négation de la misère humaine, la poésie ne peut être pour lui que révolte. Dans les Petits poèmes en prose, celle-ci prend une forme plus moderne et se fait même humour noir.

### Art poétique

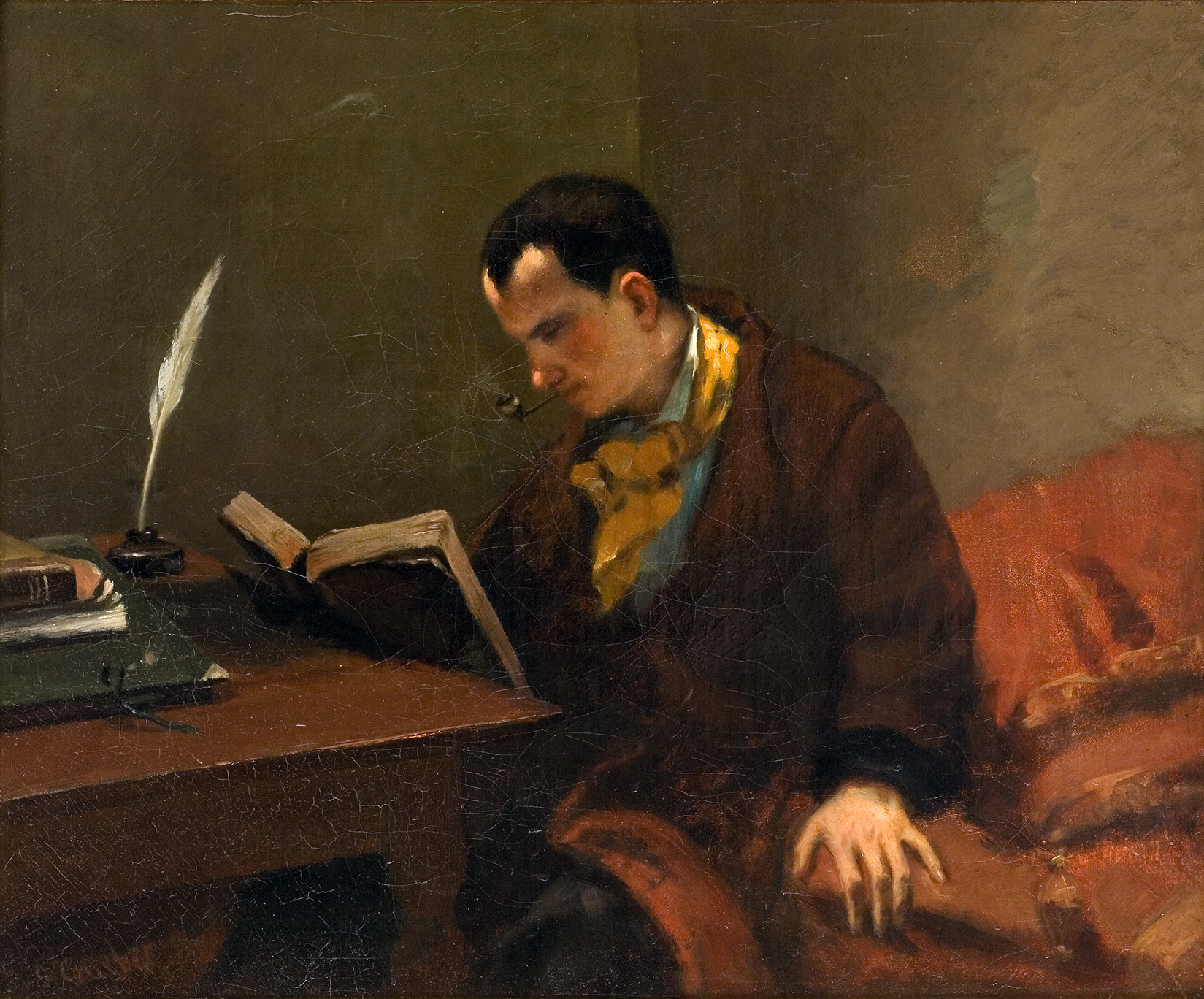
Portrait de Charles Baudelaire par Gustave Courbet, vers 1848.

Rejetant le réalisme et le positivisme contemporains, Baudelaire sublime la sensibilité et cherche à atteindre la vérité essentielle, la vérité humaine de l'Univers, ce qui le rapproche du platonisme[réf. nécessaire]. Il écrit ainsi, en introduction à trois de ses poèmes dans le Salon de 1846 : « La première affaire d'un artiste est de substituer l'homme à la nature et de protester contre elle. Cette protestation ne se fait pas de parti pris, froidement, comme un code ou une rhétorique, elle est emportée et naïve, comme le vice, comme la passion, comme l'appétit. » et il ajoute, dans le Salon de 1859 : « L'artiste, le vrai artiste, le vrai poète, ne doit peindre que selon ce qu'il voit et ce qu'il sent. Il doit être réellement fidèle à sa propre nature. » Baudelaire énonce ainsi les principes de la sensibilité moderne : « Le beau est toujours bizarre. Je ne veux pas dire qu'il soit volontairement, froidement bizarre, car dans ce cas il serait un monstre sorti des rails de la vie. Je dis qu'il contient toujours un peu de bizarrerie, de bizarrerie non voulue, inconsciente, et que c'est cette bizarrerie qui le fait être particulièrement le Beau. »
C'est pourquoi l'imagination est pour lui « la reine des facultés ». En fait, elle substitue « une traduction légendaire de la vie extérieure » ; à l'action, le rêve. Cette conception de la poésie annonce celle de presque tous les poètes qui vont suivre. Cependant, Baudelaire n'a pas vécu son œuvre. Pour lui, vie et poésie restent dans une certaine mesure séparées (ce qu'il exprime en disant : La poésie est ce qu'il y a de plus réel, ce qui n'est complètement vrai que dans un autre monde).
Là où Baudelaire et Stéphane Mallarmé ne pensent qu'à créer une œuvre d'art, les surréalistes voudront, après Arthur Rimbaud, réaliser une œuvre de vie et essaieront de conjuguer action et écriture. Malgré cette divergence d'avec ses successeurs, Baudelaire fut l'objet de vibrants hommages, tel celui que lui rendit le jeune Rimbaud, pour qui il représente un modèle : « Baudelaire est le premier voyant, roi des poètes, un vrai Dieu. » Il suffit de comparer ces propos :

« […] qui n'a connu ces admirables heures, véritables fêtes du cerveau, où les sens plus attentifs perçoivent des sensations plus retentissantes, où le ciel d'un azur plus transparent s'enfonce dans un abîme plus infini, où les sons tintent musicalement, où les couleurs parlent, et où les parfums racontent des mondes d'idées ? Eh bien, la peinture de Delacroix me paraît la traduction de ces beaux jours de l'esprit. Elle est revêtue d'intensité et sa splendeur est privilégiée. Comme la nature perçue par des nerfs ultrasensibles, elle révèle le surnaturalisme. »

 à ce passage du Premier Manifeste du surréalisme : 

« réduire l'imagination à l'esclavage, quand bien même il y irait de ce qu'on appelle grossièrement le bonheur, c'est se dérober à tout ce qu'on trouve, au fond de soi, de justice suprême. La seule imagination me rend compte de ce qui peut être, et c'est assez pour lever un peu le terrible interdit ; assez aussi pour que je m'abandonne à elle sans crainte de me tromper. »

Ainsi, le surnaturalisme porte en germe certains aspects de l'œuvre de Lautréamont, de Rimbaud et du surréalisme même.
C'est à propos de la peinture d'Eugène Delacroix et de l'œuvre de Théophile Gautier que Baudelaire a usé de cette formule célèbre qui caractérise si justement son art : « Manier savamment une langue, c'est pratiquer une espèce de sorcellerie évocatoire. C'est alors que la couleur parle, comme une voix profonde et vibrante, que les monuments se dressent et font saillie sur l'espace profond ; que les animaux et les plantes, représentants du laid et du mal, articulent leur grimace non équivoque, que le parfum provoque la pensée et le souvenir correspondants ; que la passion murmure ou rugit son langage éternellement semblable. »
Baudelaire utilise régulièrement la synesthésie pour créer une fusion des sens, notamment dans le poème Correspondances.

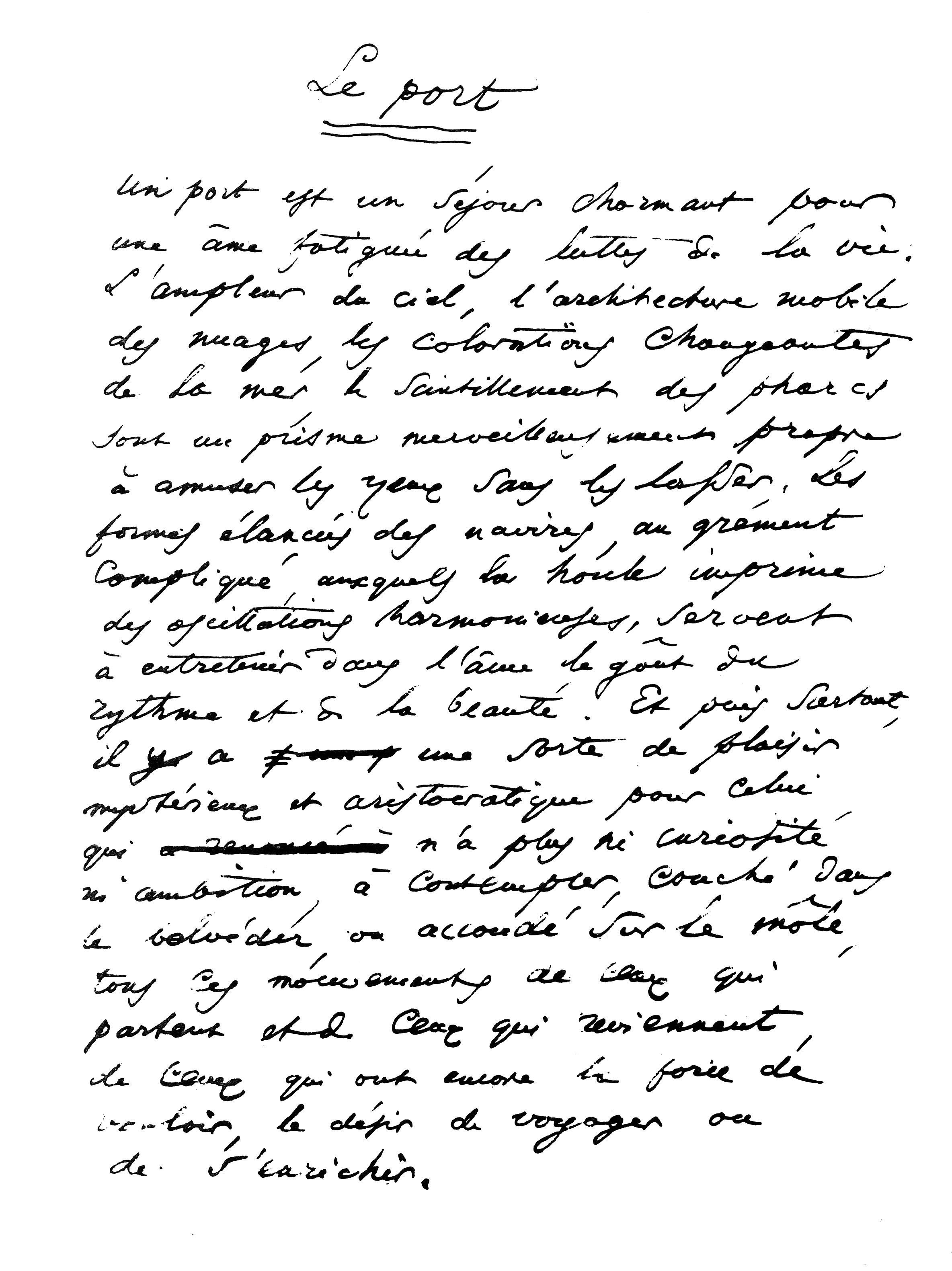
Le Port, petit poème en prose paru en 1869 – manuscrit de Baudelaire.

Avant lui, seul Gérard de Nerval avait pratiqué une poésie qui ne fût pas littérature. Libérée du joug de la raison, la poésie peut désormais exprimer la sensation. 

« En faisant de Baudelaire le chef de file d'une poésie de la sensation, Barrès le montre s'épuisant à « chercher de sensations en sensations des frissons, des frissons nouveaux »

 Lors de l'inauguration du monument Baudelaire au cimetière du Montparnasse, Armand Dayot, inspecteur des Beaux-Arts, rappellera cette recherche de la sensation : « Ce fait même d'avoir découvert un frisson nouveau, frisson qui va jusqu'à l'extrême limite de la sensibilité, presque au délire de l'Infini, dont il sut emprisonner les manifestations les plus fugitives, fait de Baudelaire un des explorateurs les plus audacieux, mais aussi des plus triomphants de la sensation humaine ».
Déjà, dans ses meilleurs poèmes, Baudelaire, tout comme Mallarmé et Maurice Maeterlinck après lui, ne conserve du vers classique que la musique. Par les césures irrégulières, les rejets et les enjambements, il élude le caractère trop mécanique de l'alexandrin et pose les prémices du vers impair de Verlaine et des dissonances de Laforgue, voire du vers libre. Baudelaire jette ainsi les bases du symbolisme.
Inspiré par la lecture de Gaspard de la nuit d'Aloysius Bertrand, qui avait introduit en France le poème en prose, Baudelaire compose les Petits poèmes en prose et explique, dans sa préface : « Quel est celui de nous qui n'a pas, dans ses jours d'ambition, rêvé le miracle d'une prose poétique, musicale sans rythme et sans rime, assez souple et assez heurtée pour s'adapter aux mouvements lyriques de l'âme, aux ondulations de la rêverie, aux soubresauts de la conscience  ? »

### Jeanne Duval

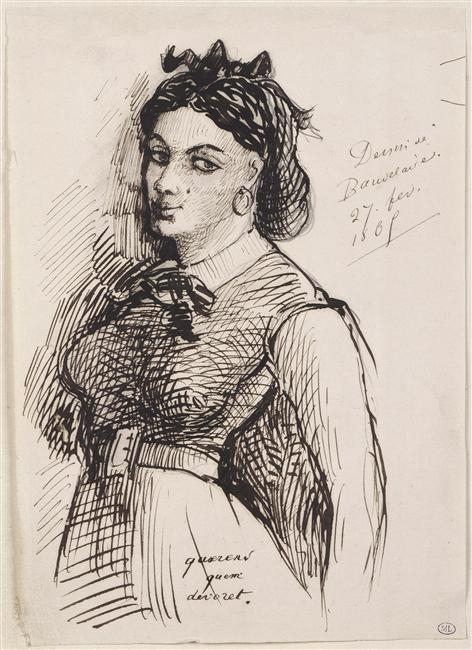
Jeanne Duval, la Vénus noire.
Dessin de Charles Baudelaire

Jeanne Duval est la principale muse de Baudelaire, avant Apollonie Sabatier et Marie Daubrun. Il entretient une relation tumultueuse et résolument charnelle avec elle qui est proche des gens de théâtre et même comédienne secondaire au théâtre de la Porte-Sainte-Antoine., Baudelaire affirme : 

« Je donne et lègue tout ce que je possède à Mlle Lemer […] Moi, je n'ai que Jeanne Lemer. Je n'ai trouvé de repos qu'en elle […] ». Lettre testamentaire adressée le 30 juin 1845 à son notaire, Narcisse Ancelle, où il annonce son intention de se tuer. »

Mais aussi : 

« Moi, je sais que, quelque agréable aventure, plaisir, argent, ou vanité qui m’arrive, je regretterai toujours cette femme (...). J’avais mis sur cette tête toutes mes espérances, comme un joueur ; cette femme était ma seule distraction, mon seul plaisir, mon seul camarade, et malgré toutes les secousses intérieures d’une liaison tempétueuse, jamais l’idée d’une séparation irréparable n’était entrée clairement dans mon esprit. Encore maintenant (...) je me surprends à penser en voyant un bel objet quelconque, un beau paysage, n’importe quoi d’agréable : pourquoi n’est-elle pas avec moi, pour admirer cela avec moi, pour acheter cela avec moi ? »

— Charles Baudelaire, Lettre à Madame Aupick du 11 septembre 1856
Jeanne Duval représente pour lui l'ignorance intacte, l'animalité pure.
Plus tard, Baudelaire payera même la pension de Jeanne à l'hospice. Fait de ruptures et de réconciliations, leur ménage illustrait l'union de deux caractères forts.

Jusqu'ici, on ignorait presque tout de Jeanne Duval en dehors de ses relations houleuses avec Charles Baudelaire et des poèmes sublimes qu'elle lui avait inspirés. Le livre Charles Baudelaire Œuvres complètes, écrit sous la direction d’André Guyaux et Andrea Schellino, collection La Pléiade, Gallimard (Paris), publié le 16 mai 2024 en est le témoignage :
« Celle qui se fit appeler Jeanne Duval, ou Lemer, comme le ferait Baudelaire, est probablement née à Port-au Prince (Haïti), en novembre 1818, d’un père cabaretier et illettré, Jean Prosper, et d’une mère métisse, Jeanne Lemer, lointaine descendante d’une famille de Français où entra, à la faveur d’une de ces unions courantes, une femme noire et libre. Avec Jeanne, qui aurait débarqué au Havre en 1821 en compagnie de sa mère, nous allons d’hypothèse en hypothèse. »
Or Madame Catherine Choupin, agrégée de lettres classiques, venait de publier le 27 avril 2024 Révélations sensationnelles sur Jeanne Duval, La muse de Baudelaire. Elle aussi avait trouvé l’acte de naissance et de décès de Jeanne Prosper, sa traversée de l’Atlantique mais elle apportait des documents complémentaires. L’un est extrait des archives de la préfecture de police de Paris et prouve que les actes de naissance et de décès sont bien ceux de Jeanne, muse de Baudelaire. L’autre, nouveau document extrait des archives du port du Havre, prouve que sa mère était de peau blanche européenne, née en France et que Jeanne avait une sœur, aînée de 8 ans, Gabrielle.

#### Poèmes rendant hommage à Jeanne Duval
- Le Balcon ;
- Parfum exotique (lire) ;
- La Chevelure ;
- Le Serpent qui danse ;
- Une charogne ;
- Sed non satiata ;
- Le Léthé ;
- Remords posthume.

Ce dernier poème, détaillant le destin réservé à Jeanne après sa mort, est assez peu élogieux. Il tire le bilan amer et cruel d'une relation qui n'aura pu satisfaire Baudelaire et se sera avérée source de souffrances bien plus que de bonheur. Il se conclut ainsi : « Et le ver rongera ta peau comme un remords. »

## Idées politiques
Fortement influencé par Joseph de Maistre, dont il adopte en 1851 la lecture analogique de l'histoire comme signe d'une écriture providentielle, adepte d'un catholicisme aristocratique et mystique, dandy de surcroît, Baudelaire rejette les Lumières, la Révolution, la démocratie et la tyrannie de l'opinion publique. Selon lui, « il n'y a de gouvernement raisonnable et assuré que l'aristocratique » car « monarchie ou république, basées sur la démocratie, sont également absurdes et faibles ».
Il évoque l'ivresse que lui a fait éprouver la révolution de 1848, mais précise : « De quelle nature était cette ivresse ? Goût de la vengeance. Plaisir naturel de la démolition. […] Goût de la destruction ». Le coup d'État mené par Louis-Napoléon dans la nuit du 1er au 2 décembre 1851 ne lui laisse plus aucune illusion : « Le 2 décembre m'a physiquement dépolitiqué » écrit-il à Narcisse Ancelle le 5 mars 1852. Il écrit : « Politique. - Je n'ai pas de convictions, comme l'entendent les gens de mon siècle, parce que je n'ai pas d'ambition ».
Pessimiste, il dénonce l'absurdité de l'idée de progrès et l'hérésie moderne de la suppression du péché originel. L'homme éternel n'est que « l'animal de proie le plus parfait ». De là procède la violence polémique de ses textes (notamment les derniers), le sentiment de l'inéluctable décadence, la conviction de la victoire du satanisme ainsi que des affirmations comme : « Il n'existe que trois êtres respectables : le prêtre, le guerrier, le poète. Savoir, tuer et créer » et il ajoute : « Les autres hommes sont taillables et corvéables, faits pour l'écurie, c'est-à-dire pour exercer ce qu'on appelle des professions ».
Dans Pauvre Belgique, il rapporte : « On me dit qu'à Paris 30 000 pétitionnent pour l'abolition de la peine de mort. 30 000 personnes qui la méritent ». Dans Mon cœur mis à nu, il explique que la peine de mort « a pour but de sauver (spirituellement) la société et le coupable » et précise : « Pour que le sacrifice soit parfait, il faut qu'il y ait assentiment et joie, de la part de la victime. Donner du chloroforme à un condamné à mort serait une impiété, car ce serait lui enlever la conscience de sa grandeur comme victime et lui supprimer les chances de gagner le Paradis ».
Dans « Entre Bainville et Baudelaire », Maurras saluait en Baudelaire l'admirateur de Maistre qui, « dans la faible mesure de l'attention donnée à la vie civique, [avait pris parti] contre tout ce qui ressemblait à la voix du peuple et au suffrage universel. Chrétien bizarre, tourmenté, dissident, il n'en professait pas moins les dogmes les plus opposés à ceux du Vicaire savoyard, tels que la bonté naturelle de l'homme ou l'utilité publique d'une volonté générale ».

## Baudelaire jugé par quelques contemporains

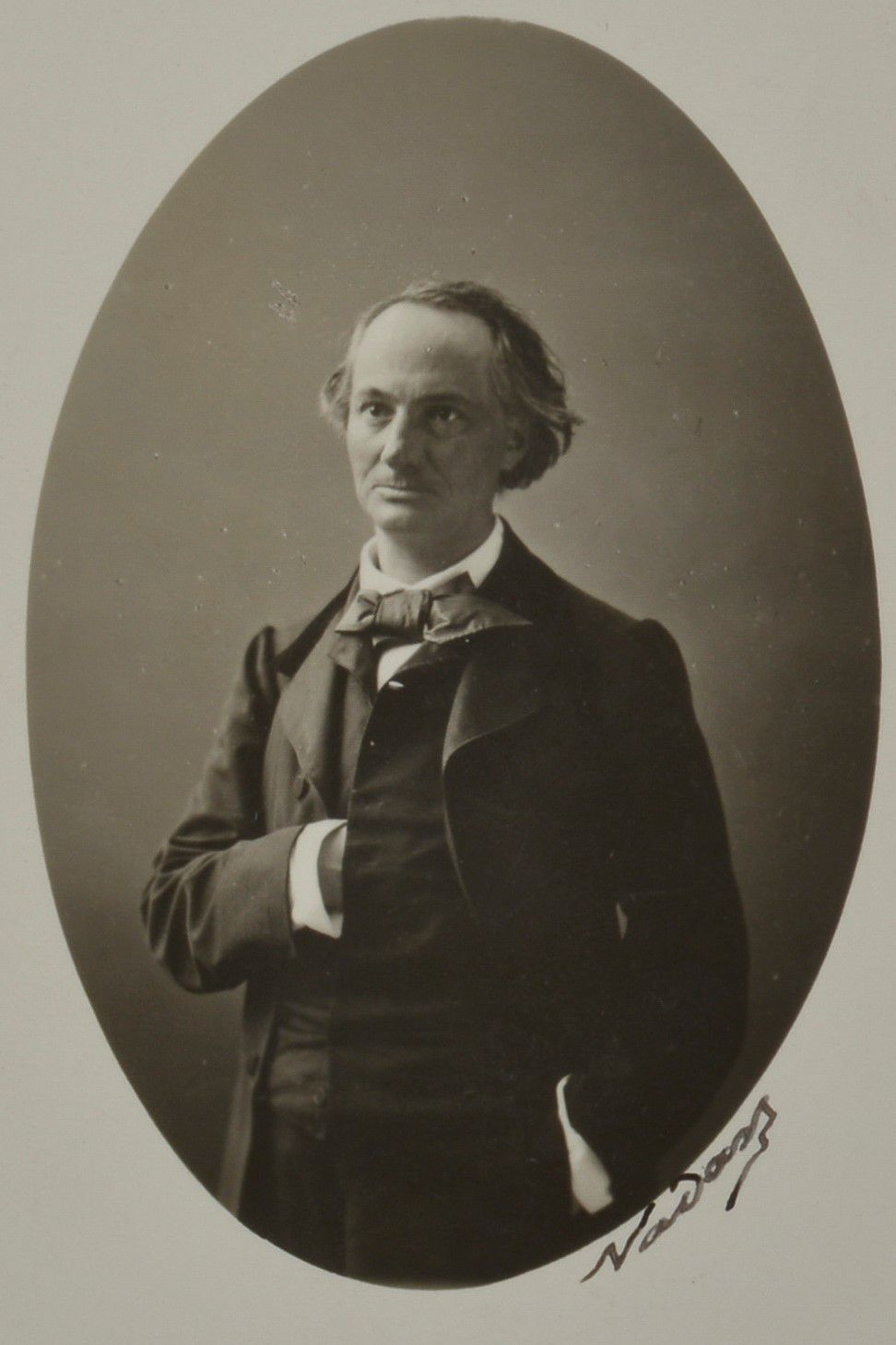
Charles Baudelaire par Nadar, printemps 1862.

Le 13 juillet 1857, Gustave Flaubert remercie Baudelaire en ces termes pour l'envoi d'un exemplaire des Fleurs du mal : « … depuis huit jours, je le relis, vers à vers, mot à mot et, franchement, cela me plaît et m'enchante. — Vous avez trouvé le moyen de rajeunir le romantisme. Vous ne ressemblez à personne (ce qui est la première de toutes les qualités). L'originalité du style découle de la conception. La phrase est toute bourrée par l'idée, à en craquer. — J'aime votre âpreté, avec ses délicatesses de langage qui la font valoir, comme des damasquinures sur une lame fine. […] Ah ! vous comprenez l'embêtement de l'existence, vous ! […] Ce qui me plaît avant tout dans votre livre, c'est que l'art y prédomine. Et puis vous chantez la chair sans l'aimer, d'une façon triste et détachée qui m'est sympathique. Vous êtes résistant comme le marbre et pénétrant comme un brouillard d'Angleterre ».
Barbey d'Aurevilly souligna dans les Fleurs du mal « la réussite des détails, […] la fortune de la pensée, […] le luxe et l'efflorescence de la couleur », mais surtout « l'architecture secrète, un plan calculé », concluant que Baudelaire n'avait que deux voies à suivre après l'écriture d'un tel recueil : « Se brûler la cervelle… ou se faire chrétien ! » Il lui écrivit une lettre dithyrambique et drolatique, où il le qualifiait d' « ivrogne d'ennui, d'opium et de blasphèmes ».
Victor Hugo lui écrit en octobre 1859 qu'il ne partage pas sa vision de l'art pour l'art, lui préférant « l'art pour le progrès », mais reconnaît qu'il donne à la poésie une force neuve : « Vous dotez le ciel de l'art d'on ne sait quel rayon macabre. Vous créez un frisson nouveau ».
Leconte de Lisle, le 1er décembre 1861, s'émerveille de voir comment, dans la poésie des Fleurs du mal, « tout concorde à l'effet produit, laissant à la fois dans l'esprit la vision de choses effrayantes et mystérieuses, dans l'oreille exercée comme une vibration multiple et savamment combinée de métaux sonores et précieux, et dans les yeux de splendides couleurs ». Comme d'autres, il est sensible à l'originalité de l'œuvre « marquée du sceau énergique d'une longue méditation ».
Sainte-Beuve situe l'œuvre de Baudelaire « à la pointe extrême du Kamtchatka romantique » et voit en l'auteur le représentant parfait de ces cercles littéraires « où l'on récite des sonnets exquis, où l'on s'enivre avec le haschisch pour en raisonner après, où l'on prend de l'opium et mille drogues abominables dans des tasses d'une porcelaine achevée ».
Théodore de Banville parle de la publication des Fleurs du mal et de leurs « courts chefs-d'œuvre » comme d'un « véritable événement littéraire ».
Paul Verlaine juge les poèmes des Fleurs du mal comme « la quintessence, […], la concentration extrême » de ce qui fait « l'homme moderne, avec ses sens aiguisés et vibrants, son esprit douloureusement subtil, son cerveau saturé de tabac, son sang brûlé d'alcool, bref cet échantillon d'humanité qu'il appelle « le bilio-nerveux par excellence » ».
Théophile Gautier dit de lui, en 1868, que « ce poète que l'on cherche à faire passer pour une nature satanique éprise du Mal et de la dépravation […] avait l'amour du Bien et du Beau au plus haut degré ».
Mais c'est sans doute chez Arthur Rimbaud que le jugement est le plus remarquable, il déclare en 1871, à Paul Demeny, dans la célèbre Lettre du voyant : « Baudelaire est le premier voyant, roi des poètes, un vrai Dieu. »
D'autres, en revanche, jettent sur l'œuvre et l'homme des commentaires au vitriol.
Ainsi, pour les Goncourt, Baudelaire appartient au cercle des « épaffeurs cyniques », proférant en public d'énormes obscénités. Ils le croisent, deux mois après le procès d'août 1857, et en laissent le portrait suivant : « […] Sans cravate, le col nu, la tête rasée, en vraie toilette de guillotiné. Une seule recherche : de petites mains lavées, écurées, mégissées. La tête d'un fou, la voix nette comme une lame. Une élocution pédantesque ». Ils ajoutent qu'il « se défend, assez obstinément […] d'avoir outragé les mœurs dans ses vers ».
Louis Edmond Duranty qualifie le poète de « croque-mitaine littéraire » au talent surfait « qui emploie les niaiseries du mystère et de l'horreur pour étonner le public ».
Jules Vallès n'a vu en Baudelaire « qu'un fou », « un fanfaron d'immoralité » créateur d'un monde où « les anges avaient des ailes de chauve-souris avec des faces de catins ».
Un certain Louis Goudall s'étonne, dans Le Figaro du 4 novembre 1855, que « Baudelaire [ait] réussi à se faire passer dans le monde des lettres pour un poète de génie » quand on voit comment, à la publication de ses poèmes, sa « réputation et [son] talent […] se brisèrent en mille pièces », ajoutant : « Je défie bien la postérité d'en retrouver un morceau ». Comment pourrait-il en être autrement, explique-t-il, devant l'« inspiration puérilement prétentieuse », l'« entassement d'allégories ambitieuses pour dissimuler l'absence d'idées », la « langue ignorante, glaciale, sans couleur » et le goût partout affiché pour l'immonde et le scabreux. Non, décidément Baudelaire « ne sera plus cité désormais que parmi les fruits secs de la poésie contemporaine ».

## Principaux ouvrages
- Lettres (1841-1866) ;
- Salon de 1845 ;

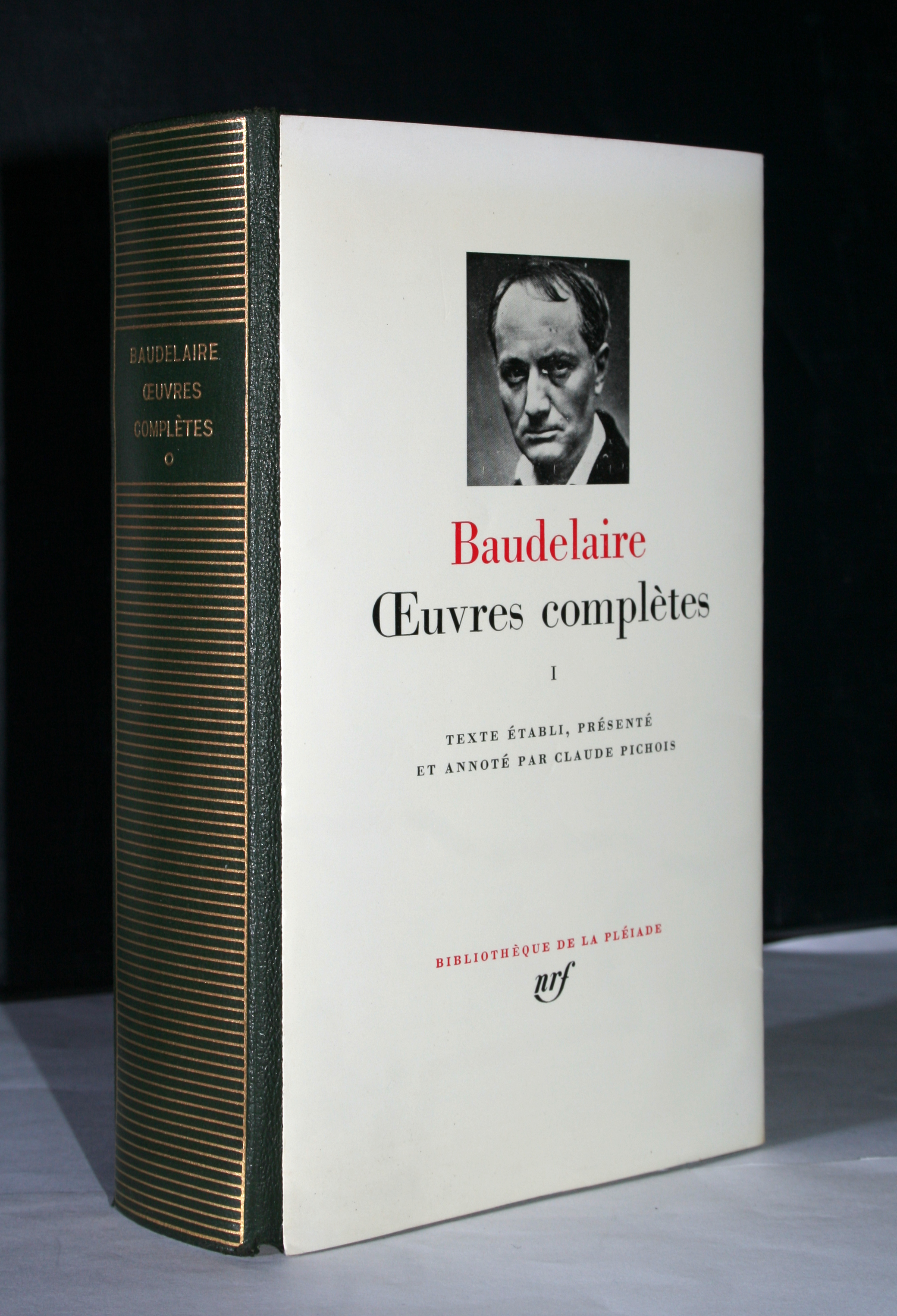
Baudelaire, dans la Bibliothèque de la Pléiade, Œuvres complètes, volume I.

- Salon de 1846, illustré par Raymond Pelez ;
- La Fanfarlo, nouvelle (1847) ;
- Du vin et du haschisch (1851) ;
- Journaux intimes (1851-1862) ;
- L'Art romantique (1852) ;
- Morale du joujou (1853, réécrit en 1869) ;
- Exposition universelle (1855) ;
- Les Fleurs du mal (1857 - 1861 - 1868) ;
- Salon de 1859 ;
- Les Paradis artificiels (1860) ;
- Réflexions sur quelques-uns de mes contemporains (1861) ;
- Richard Wagner et Tannhäuser à Paris (1861) ;
- L'œuvre et la vie d'Eugène Delacroix (1863) ;
- Le Peintre de la vie moderne (1863) ;
- Mon cœur mis à nu, journal intime (1864) ;
- Les Épaves, comprenant les 6 pièces condamnées des Fleurs du Mal (1866) ;
- Curiosités esthétiques (1868) ;
- L'Art romantique (1869) ;
- Petits poèmes en prose ou Le Spleen de Paris, publication posthume (1869) ;
- Pauvre Belgique (inachevé)[84],[85].

Baudelaire fut également parmi les premiers traducteurs d'Edgar Allan Poe, qu'il contribua à faire connaître en France. Il réunit ses traductions dans plusieurs recueils, notamment les Histoires extraordinaires.

## Hommages

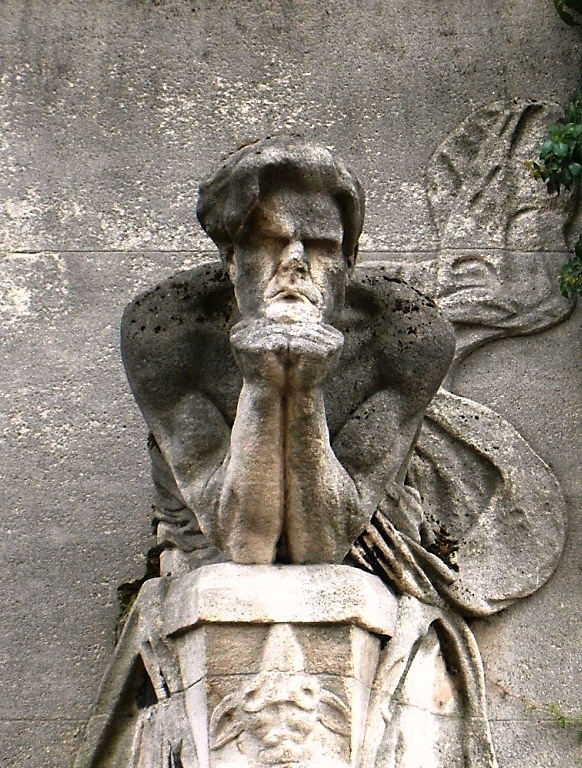
Cénotaphe de Charles Baudelaire au cimetière du Montparnasse à Paris.

### Musique
Henri Duparc, deux poèmes de Baudelaire, pour chant et piano :
- L'Invitation au voyage (1870), orchestration du compositeur
- La Vie antérieure (1884), orchestration du compositeur

Claude Debussy, Cinq poèmes de Charles Baudelaire, pour chant et piano :
- Le Balcon (1888), orchestration John Adams (1994)
- Harmonie du soir (1889), orchestration John Adams (1994)
- Le jet d'eau (1889), orchestration John Adams (1994)
- Recueillement (non datée), orchestration John Adams (1994)
- La mort des amants (1887)

Louis Vierne, Cinq poèmes de Baudelaire (1919) pour chant et piano :
- Recueillement, orchestration du compositeur
- Réversibilité, orchestration du compositeur
- Le Flambeau vivant, orchestration du compositeur
- La cloche fêlée, orchestration du compositeur
- Les Hiboux, orchestration du compositeur

André Caplet, deux poèmes de Baudelaire (1922) pour chant et piano :
- La Cloche fêlée
- La Mort des pauvres

Saint Preux, « Your hair » en hommage à « La chevelure ».
La Tordue, T'es fou:
- À une mendiante rousse.
- La chanson Lola est inspirée du poème Lola de Valence.

### Cénotaphe
Le cénotaphe de Baudelaire est situé entre les 26e et 27e divisions du cimetière parisien du Montparnasse. Ce monument ne doit pas être confondu avec sa tombe située dans le même cimetière, dans la 6e division.

### Odonymie
Honfleur
À Honfleur, où il séjourna chez sa mère Caroline en 1859 puis brièvement en 1860 et en 1865, une rue porte son nom. Le poète surnommait la demeure de celle-ci la « maison joujou ». Acquise ensuite par le principal du collège de la ville, elle est louée par Alphonse Allais de 1898 à 1900 puis détruite, remplacée par un bâtiment hospitalier puis, en 1977, par un pavillon privé. La voie qui la borde est d'ailleurs la rue Alphonse-Allais, la rue Baudelaire, plus petite, inaugurée en 1923, étant située à l'une de ses intersections. Au croisement, une plaque commémorative présente une photo de la « maison joujou ». Baudelaire y envoya Le Voyage à son éditeur, y commença son étude sur Théophile Gautier et acheva la deuxième édition des Fleurs du mal. Toujours à Honfleur, l'auditorium de la médiathèque porte son nom, tandis que sa phrase « Honfleur a toujours été le plus cher de mes rêves » est gravée sur la paroi vitrée de la salle de lecture inaugurée en 2010. Enfin, son buste trône parmi d'autres dans les jardins des personnalités inauguré en 2004.

#### Éditions de référence
- Œuvres complètes, édition de Claude Pichois, 2 tomes, Paris, Gallimard, Bibliothèque de la Pléiade, 1975-1976.
- Œuvres complètes, préface de Claude Roy, notes et notices de Michel Jamet, Éd. Éditions Robert Laffont, 1980 (collection Bouquins, Robert Laffont, 2011).
- Correspondance, édition de Claude Pichois, 2 tomes, Paris, Gallimard, Bibliothèque de la Pléiade, 1973.
- L'Atelier de Baudelaire : Les Fleurs du Mal, Édition diplomatique en 4 tomes, Claude Pichois et Jacques Dupont, Paris, Honoré Champion  (ISBN 2-7453-1078-X).
- Lettres à sa mère, correspondance établie, présentée et annotée par Catherine Delons, éditions Manucius, 2017.
- La Passion des images. Œuvres choisies, édition présentée et annotée par Henri Scepi, collection Quarto, Gallimard, 2021, 1824 p.

#### Ouvrages consacrés à Charles Baudelaire
- Étienne Charavay, C. Baudelaire et A. de Vigny candidats à l'Académie, Paris, Charavay frères Éd., 1879.
- Féli Gautier, Charles Baudelaire, carnets 1821-1867, Bruxelles, E. Deman, 1904.
- Eugène Crépet, Charles Baudelaire, Étude biographique d'Eugène Crépet, revue et mise à jour par Jacques Crépet, suivi des Baudelairiana d'Asselineau, éditions Léon Vanier, Paris, 1906 — Charles Baudelaire, Études biographique.
- Royère Étienne, « L'érotologie de Baudelaire », Revue Mensuelle, Paris, Mercure de France, t. CXLI,‎ 1er juillet 1920, p. 618 à 637.
- Augustin Cabanès, « Baudelaire », dans Grands névropathes, tome 1, Paris, Albin Michel, 1930 (texte en ligne sur Wikisource).
- Pierre Guillain de Bénouville, Baudelaire le trop chrétien, préface de Charles du Bos, Paris, Grasset, 1936.
- Georges Blin, Baudelaire, Paris, Gallimard, 1939.
- Pierre Jean Jouve, Tombeau de Baudelaire. Première version, Neuchâtel, La Baconnière, 1942 (réédition dans Défense et Illustration, Neuchâtel, Ides et Calendes, 1943, puis Paris, Charlot, 1946). Seconde version, Paris, Éditions du Seuil, 1958 (réédition, Saint-Clément-de-Rivière, Fata Morgana, 2006).
- Benjamin Fondane, Baudelaire et l'expérience du gouffre, Paris, Seghers, 1947.
- Jean-Paul Sartre, Baudelaire, Paris, Gallimard, 1947 (réédition Folio Essais, 1988  (ISBN 978-2070324934)).
- Georges Blin, Le Sadisme de Baudelaire, Paris, éd. José Corti, 1948.
- Jacques Crépet, Les plus belles pages de Charles Baudelaire : poésie et prose. Choix de J.Crepet, éditions Messein, Paris, 1950.
- Claude Pichois et W. T. Bandy, Baudelaire devant ses contemporains, Monaco, éditions du Rocher, 1957.
- Max Milner, Baudelaire. Enfer ou ciel qu'importe !, Paris, Plon, 1967.
- Robert Kopp et Claude Pichois, Les Années Baudelaire, Neuchâtel, La Baconnière, 1969.
- Jean-Claude Mathieu, « Les Fleurs du mal » de Baudelaire, Paris, Hachette, 1972.
- Walter Benjamin, Charles Baudelaire. Un poète lyrique à l'apogée du capitalisme, trad. par Jean Lacoste, Paris, Petite Bibliothèque Payot, 1979.
- Georges Poulet, La poésie éclatée : Baudelaire / Rimbaud, Paris, Presses universitaires de France, 1980.
- John E. Jackson, La Mort Baudelaire, Neuchâtel, La Baconnière, 1982  (ISBN 978-2825203767).
- Giovanni Macchia, Baudelaire, Milano, Rizzoli, 1986.
- Claude Pichois et Jean Ziegler, Charles Baudelaire, Paris, Julliard, 1987 (réédition Paris, éd. Fayard 1996 et 2005).
- Jean Starobinski, La Mélancolie au miroir. Trois Études sur Baudelaire, Paris, Julliard, 1989.
- Giovanni Macchia, Baudelaire e la poetica della malinconia, 1946 ; Milano, Rizzoli, 1992.
- Jérôme Thélot, Baudelaire. Violence et poésie, Paris, Gallimard, Bibliothèque des idées, 1993.
- Pierre Brunel, « Les Fleurs du mal » : entre fleurir et défleurir, Paris, Éditions du temps, coll. « Lectures d'une œuvre », 1998.
- Patrick Labarthe, Baudelaire et la tradition de l'allégorie, Genève, Droz, 1999.
- Yves Bonnefoy, Baudelaire : la tentation de l'oubli, Paris, Bibliothèque nationale de France, 2000.
- John E. Jackson, Baudelaire, Paris, Le Livre de poche, coll. « Références », 2001.
- Michel Covin, L'Homme de la rue. Essai sur la poétique baudelairienne, Paris, L'Harmattan, coll. « Ouverture philosophique », 2001.
- Catherine Delons, Narcisse Ancelle, persécuteur ou protecteur de Baudelaire, Tusson, Du Lérot, 2002.
- Claude Pichois et Jean-Paul Avice, Dictionnaire Baudelaire, Tusson, Du Lérot éd., 2002.
- Pierre Brunel, Baudelaire et le « puits des magies ». Six essais sur Baudelaire et la poésie moderne, Paris, José Corti, 2002.
- Antoine Compagnon, Baudelaire devant l'innombrable, Paris, Presses de l'Université de Paris-Sorbonne, 2003.
- Robert Kopp, Baudelaire, le soleil noir de la modernité, Paris, Gallimard, coll. « Découvertes Gallimard » (no 456), 2004.
- Yves Bonnefoy, Goya, Baudelaire et la Poésie, entretien avec Jean Starobinski, Genève, La Dogana, 2004.
- Édition audio de l'intégrale Baudelaire, lue par Éric Caravaca, Isabelle Carré, Guillaume Gallienne, Denis Lavant, Michel Piccoli, Denis Podalydès, Paris, Éditions Thélème.
- Isabelle Viéville-Degeorges, Baudelaire clandestin de lui-même, Paris, Éditions Page après Page, 2004  (ISBN 978-2-84764-014-4) (réédition Paris, Éditions Léo Scheer, 2011  (ISBN 9782756103549)).
- John E. Jackson, Baudelaire sans fin, Paris, éd. José Corti, 2005.
- Jean-Baptiste Baronian, Baudelaire, Folio Biographie, 2007.
- Roland Biétry, Baudelaire : le Parnasse, Le Mont-sur-Lausanne, Éditions Loisirs et Pédagogie, 2007, 54 p. (ISBN 978-2-606-01235-9).
- Pierre Brunel, Baudelaire antique et moderne, Paris, Presses Universitaires Paris Sorbonne, 2007.
- Ernest Raynaud, Baudelaire et la religion du dandysme, Saint-Loup-de-Naud, Éditions du Sandre, 2007.
- Madeleine Lazard, Un homme singulier, Charles Baudelaire, Paris, Arléa, 2010  (ISBN 978-2-86959-870-6).
- Bernard Lechevalier, Le Cerveau mélomane de Baudelaire : musique et neuropsychologie, Paris, Éditions Odile Jacob, 2010  (ISBN 2-7381-2382-1).
- Jean-Claude Mathieu, « Les Fleurs du Mal », la résonance de la vie, Paris, Corti, coll. « Les Essais », 2010.
- Sergio Cigada, Études sur le Symbolisme, éditées par Giuseppe Bernardelli et Marisa Verna, Milano, EduCatt, 2011  (ISBN 978-88-8311-847-0).
- Catherine Delons, L'Idée si douce d'une mère, Charles Baudelaire et Caroline Aupick, Paris, Les Belles Lettres, 2011.
- Yves Bonnefoy, Le Siècle de Baudelaire, Paris, Seuil, coll. « La librairie du XXIe siècle », 2014.
- Antoine Compagnon, Baudelaire l'irréductible, Paris, Flammarion, 2014.
- Antoine Compagnon, Un été avec Baudelaire, France Inter / Éditions des Équateurs, 2015.
- Federica Locatelli, Une figure de l'expansion: la périphrase chez Charles Baudelaire, Berne, Peter Lang, 2015  (ISBN 978-3-0343-1589-0).
- AA.VV., sous la direction de F. Locatelli, Le Sens dans tous les sens. Voir, toucher, goûter, écouter, respirer les Fleurs du Mal, Milano, EduCatt, 2015  (ISBN 978-88-6780-819-9).
- Xavier d'Hérouville, L'Idéal moderne selon Charles Baudelaire & Théodore Chassériau, Paris, L'Harmattan, 2016.
- Marie-Christine Natta, Baudelaire, Paris, Éditions Perrin, 2017  (ISBN 9782262037314).
- Gérard Macé, Baudelaire, Paris, Éditions Buchet-Chastel, coll. « Les auteurs de ma vie », 2017
- Nathalie Quintane, Une lecture de Proust, Baudelaire, Nerval, Paris, La Fabrique, 2018  (ISBN 978-2-35872-161-5).
- Ainsi parlait Charles Baudelaire, dits et maximes de vie choisis et présentés par Yves Leclair, Orbey, Arfuyen, 2018.
- Andrea Schellino, La pensée de la décadence de Baudelaire à Nietzsche, Paris, Classiques Garnier, 2020  (ISBN 978-2-406-10072-0).
- Christoph Groß, Agonie et extase. Baudelaire et l'esthétique de la douleur, Paris, Classiques Garnier, coll. « Baudelaire », 2021.
- André Suarès, Vues sur Baudelaire, préface de Stéphane Barsacq, Paris, Éditions des instants, 2021.
- Roberto Calasso, Ce qui est unique chez Baudelaire, trad. par Donatien Grau, Paris, Les Belles Lettres / Musée d'Orsay, 2021  (ISBN 978-2-251-45244-9)
- Bernard Baillaud, Baudelaire à la campagne, une amitié littéraire: Charles Baudelaire et Auguste Poulet-Malassis, Paris, Éditions Fario, collection « Théodore Balmoral », 2023.  (ISBN 978-2-385-73001-7)
- Jean-Michel Gouvard, L'Apocalypse Baudelaire, Paris, Classiques Garnier, 2023.

#### Charles Baudelaire dans la fiction
- Bernard-Henri Lévy, Les Derniers Jours de Charles Baudelaire, Paris, Grasset, 1988.
- Allen S Weiss, Le livre bouffon – Baudelaire à l'Académie, Paris, Seuil, 2009.
- Felipe Polleri, Baudelaire, Paris, Christophe Lucquin Éditeur, 2014.
- Jean Teulé, Crénom, Baudelaire !, Paris, Mialet-Barrault éditeurs, 2020, 432 p.  (ISBN 978-2-08-020884-2)

#### Charles Baudelaire dans la musique
- C.F.F. e il Nomade Venerabile, Un jour noir, chanson extraite de l'album Lucidinervi (2009) et disponible sur YouTube.
- Le groupe de Black Metal grec Rotting Christ a mis en musique Les Litanies de Satan sur l'album Rituals (2016), avec Michel Locher (alias Vorphalac, chanteur suisse francophone du groupe Samael) aux vocaux.

#### Articles ou chapitres consacrés à Charles Baudelaire
- Jean-Pierre Richard, « Profondeur de Baudelaire », dans Poésie et profondeur, Le Seuil, coll. « Pierres vives », 1955 ; réédition, coll. « Points Essais », 1976.
- Georges Bataille, « Baudelaire », dans La Littérature et le Mal, Paris, Gallimard, coll. « NRF idées », 1957, p. 35-68.
- Yves Bonnefoy, « Les Fleurs du mal », dans L'Improbable et autres essais, Mercure de France, 1959.
- Yves Bonnefoy, « Baudelaire contre Rubens », dans Le Nuage rouge et autres essais, Mercure de France, 1977.
- Yves Bonnefoy, « Baudelaire », dans Lieux et destins de l'image, Seuil, La librairie du XXe siècle, 1999.
- Hugo Friedrich, « Baudelaire, le poète de la modernité », dans Structure de la poésie moderne, trad. par Michel-François Demet, Livre de Poche, 1999.
- Yves Bonnefoy, « La Tentation de l'oubli », dans Sous l'horizon du langage, Mercure de France, 2002.
- Marc Eigeldinger, « La symbolique solaire dans l'œuvre critique de Baudelaire », Études françaises, vol. 3, no 2, 1967, p. 197-214 (lire en ligne).
- Xavier de Harlay, « L'Idéal moderne selon Charles Baudelaire & Théodore Chassériau », revue Art et Poésie de Touraine no 180, 2005.
- Max Milner, « Le Diable dans la littérature française, de Cazotte à Baudelaire », éd. José Corti, 1960 et 2007, chapitre « Baudelaire ».
- Jean-Luc Steinmetz, « Baudelaire et Hetzel », dans Revue Jules Verne no 37, Hetzel éditeur par excellence, 2013.
- Marguerite-Marie D. Stevens, « Baudelaire lecteur de Laclos », Études françaises, vol. 5, no 1,‎ février 1969, p. 3-30 (lire en ligne).
- Patrick Thériault, « Baudelaire prophète c(h)olérique : l’invocation au choléra dans La Belgique déshabillée », Études françaises, vol. 56, no 2, 2020, p. 67-81 (lire en ligne).

### Notices
- Notices d'autorité :   - VIAF
  - ISNI
  - BnF (données)
  - IdRef
  - LCCN
  - GND
  - Italie
  - Japon
  - CiNii
  - Espagne
  - Belgique
  - Pays-Bas
  - Pologne
  - Israël
  - NUKAT
  - Catalogne
  - Suède
  - Vatican
  - WorldCat
- Notices dans des dictionnaires ou encyclopédies généralistes :   - Britannica
  - Brockhaus
  - Den Store Danske Encyklopædi
  - Deutsche Biographie
  - Enciclopedia italiana
  - Gran Enciclopèdia Catalana
  - Hrvatska Enciklopedija
  - Internetowa encyklopedia PWN
  - Nationalencyklopedin
  - Proleksis enciklopedija
  - Store norske leksikon
  - Treccani
  - Universalis
  - Visuotinė lietuvių enciklopedija
- Ressources relatives aux beaux-arts :   - AGORHA
  - Artists of the World Online
  - Bénézit
  - Bridgeman Art Library
  - British Museum
  - Cooper–Hewitt, Smithsonian Design Museum
  - Grove Art Online
  - Musée d'Orsay
  - Nationalmuseum
  - RKDartists
  - Union List of Artist Names
- Ressources relatives à la musique :   - International Music Score Library Project
  - Carnegie Hall
  - Discography of American Historical Recordings
  - Discogs
  - Grove Music Online
  - MusicBrainz
  - Muziekweb
  - Répertoire international des sources musicales
- Ressources relatives à la littérature :   - Academy of American Poets
  - Internet Speculative Fiction Database
  - NooSFere
  - Poetry Foundation
  - Printemps des poètes
- Ressources relatives au spectacle :   - Les Archives du spectacle
  - Kunstenpunt
  - TheatreOnline
- Ressources relatives à la bande dessinée :   - BD Gest'
  - Comic Vine
- Ressources relatives à l'audiovisuel :   - Allociné
  - IMDb
- Ressource relative à la vie publique :   - Documents diplomatiques suisses 1848-1975
- Ressource relative à la santé :   - Bibliothèque interuniversitaire de santé
- Ressource relative à plusieurs domaines :   - Radio France